# Catedral de Sigüenza
La catedral de Sigüenza està dedicada a Santa María la Major, patrona de la ciutat de Sigüenza, situada a la província de Guadalajara, a Castella - la Manxa. La catedral es va començar a construir durant el segle xii en estil romànica. Fou un encàrrec del bisbe Bernardo de Agén, que el 1124 liderà la conquesta de la ciutat als musulmans i així restaurà l'antiga diòcesi. Durant els segles posteriors i sota el mandat de diferents bisbes, les obres s'adaptaren als estils propis de cada època; així, la nau central ja fou realitzada en ple gòtic i al segle xv es van cobrir les voltes del creuer quan era bisbe el futur cardenal Mendoza. La part ornamental es va incorporar fins ben entrat el segle xviii.
En l'actualitat, entre tots els estils, en destaca l'arquitectura gòtica, especialment en l'aspecte interior. Això és degut, en part, a unes reformes realitzades durant el segle xvi per construir la girola, obres en les quals es van destruir les absidioles laterals romàniques. Les dues torres exteriors a la façana principal tenen merlets i donen un aspecte de fortalesa militar a l'edifici, detall que també s'observa en altres edificis religiosos de la mateixa època, com que tenien una funció de temple-fortalesa. La de Sigüenza era anomenada la fortis seguntina.

## Context històric

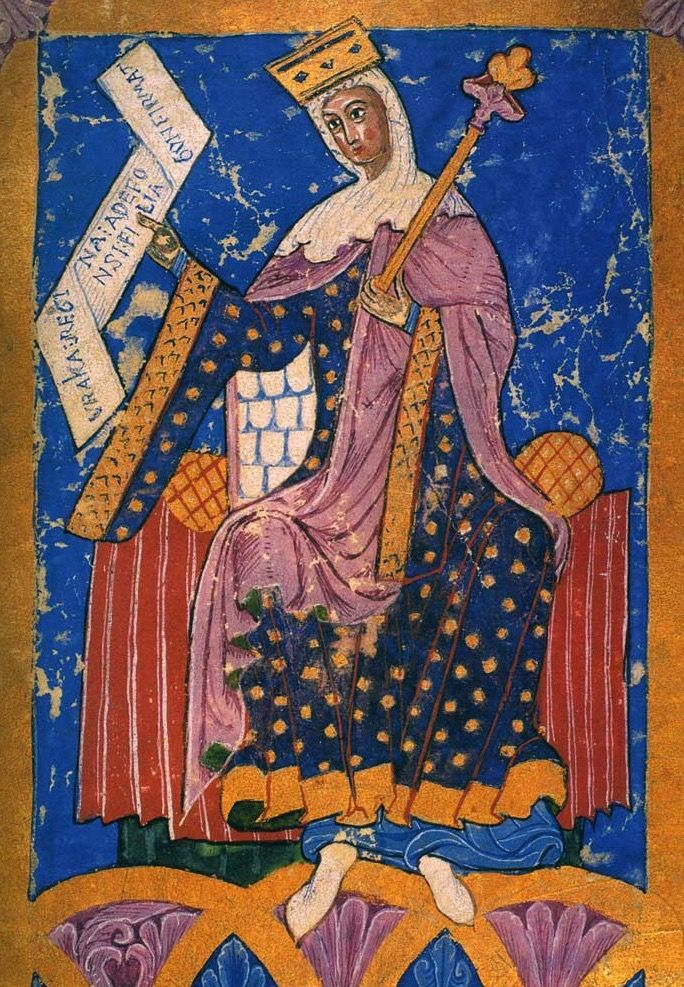
La regna Urraca va ser la primera de concedir delmes al bisbat de Sigüenza

L'arquebisbe de Toledo Bernardo de Sedirac va fer venir Bernardo de Agén a la seva diòcesi de Toledo per promoure'l com a bisbe de Sigüenza; tots dos eren d'origen francès i pertanyien a l'orde de Cluny. L'any 1121 va nomenar-lo bisbe de Sigüenza, malgrat que la ciutat encara estava sota el domini dels almoràvits. Bernardo de Agén va estar algun temps acompanyant el rei consort de Castella Alfons I, marit de la reina Urraca, en unes campanyes militars per La Alcarria.

El 1123 o 1124, Bernardo de Agén fou l'encarregat de reconquistar Sigüenza i reorganitzar radicalment l'antiga seu episcopal visigòtica; dos documents del segle xvi i xvii que es conserven a la catedral donen com a data de la reconquesta el 22 de gener, però hi falta l'any. En canvi l'any apareix en un altre document, en una carta de la reina Urraca amb data de l'1 de febrer de 1124 on es llegeix:
| « | Quae impietate sarracenorum peccatis exigentibus quadragintis annis et eo amplius destructa atque dessolata funditus estiteram. («durant quatre-cents anys va estar destruïda i assolada») | » |

 En el document es reconeix la carència i la destrucció de la ciutat; a més, concedeix a l'església i al seu bisbe el delme dels portatges d'Atienza i Medinaceli. El text també anomena la recent possessió de Sigüenza, però és quasi impossible donar com a bo que fos el mateix any. En aquella època en deu dies –entre la data del 22 de gener i la d'1 de febrer–, no era prou temps perquè la reina tingués notícia de la reconquesta i pogués respondre tan ràpidament.
Bernardo de Agén va seguir la reforma del papa Gregori VII. En restaurar el bisbat va establir el «ritu romà» i va suprimir el «ritu mossàrab». Durant el seu llarg mandat, d'uns trenta anys, va rebre donacions del rei Alfons VII així com el senyoriu de la ciutat, ja que la població estava dividida en dos nuclis: la «Segontia inferior» i, a uns set-cents metres, la «Segontia superior». Després de la reconquesta, la Segontia superior va passar a pertànyer al rei, que va donar al bisbe la inferior. Tan sols uns quants anys més tard el rei va decidir d'unir ambdues parts i formar una única ciutat, que va passar al Cabildo.
Durant tot aquest temps, el bisbe va patir nombrosos atacs dels musulmans. No hi ha proves que fos ell qui va començar la construcció de la catedral i no se sap amb certesa quin edifici va ocupar provisionalment aquesta funció. Va morir en el camp de batalla el 1152 i el va succeir en el bisbat el seu nebot Pedro de Leucate.

## Construcció

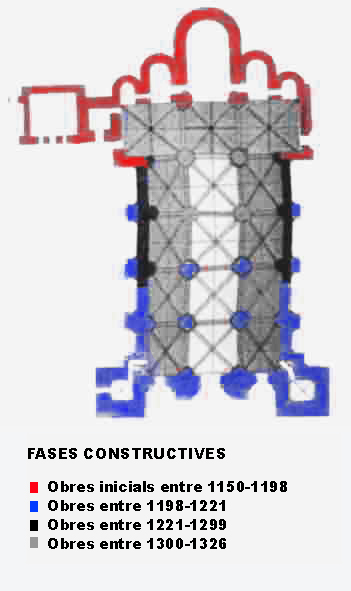
Esquema de planta de la catedral romànica, per P. Dumont per al llibre El arte Gótico en España d'Elie Lambert.

La localització i construcció de la primitiva catedral és controvertida i difícil de demostrar. Prevalen diferents teories: una es basa en un document del rei Alfons VII de Lleó i Castella amb data del 16 de setembre de 1138, que atorga una donació del terreny on l'església episcopal «ha estat fundada». El 1899, Pérez Villamil, basant-se en aquest document, deixà escrit que per a la reedificació d'una església anterior no feia falta una donació del rei, perquè ja era «terreny sagrat». Per això, defensa el fet que la catedral fou de nova planta, a la parcel·la on s'aixeca l'actual, encara que de proporcions més petites.
En un document de 1144 es diu que Bernardo reedificà «amb doble mur i torre» una primitiva catedral, possiblement sobre les restes d'una visigoda o mossàrab: Santa María Antiquíssima. Aquesta hipòtesi la defensa Muñoz Párraga, que creu que aquesta reedificació es va fer al mateix lloc de l'actual catedral.
Segons explica Severiano Sardina, Bernardo de Agén va fer construir dues petites esglésies a la Sigüenza superior i en va reedificar una altra, que es va servir de catedral. Aquesta primera catedral va poder estar edificada on avui s'aixeca la de la Mare de Déu de los Huertos (les Clarisses), situada a l'Alameda de Sigüenza.
El temple romànic tenia una planta de tres naus i una capçalera amb cinc absis escalonats des dels laterals a partir d'un de central molt més gran. A ambdós costats de la façana hi havia les torres de defensa. El segon bisbe, Pedro de Leucate (1152-1156) –també d'origen francès–, per debó en va començar la construcció amb projectes de mestres d'obra del Llenguadoc que van seguir les directrius de l'orde de Cluny, ja prou introduïts al país. Les obres van començar per la capçalera, els fonaments de murs i les torres. Durant els anys del mandat del següent bisbe, Cerebruno (1156-1167), natural de Poitiers, es va donar un gran impuls a les obres i es pogueren tancar les naus del creuer. El quart bisbe, Joscelí Adelida (1168-1171), va obrir al culte el temple el 19 de juny de 1169, segons una inscripció al crismó del timpà de la porta de la torre del Gallo, que indica que les obres havien arribat al creuer. Els cinc altars dels absis ja eren consagrats a la darreria del segle xii per seguir amb la norma de l'època en què almenys cinc canonges poguessin dir missa individualment.
A principi del segle xiii, durant el mandat del bisbe Rodrigo (1192-1221), es va construir el mur de la façana principal i els cossos inferiors de les torres. Es van realitzar les tres portes romàniques de la façana que corresponen a les tres naus de l'edifici i les finestres amb arquivoltes i columnes de capitells amb ornamentació vegetal. La rosassa del costat meridional del creuer està realitzada amb adorns d'arquets i cercles i és una obra del segle xiii.
La nau central és del segle xiv i ja és d'estil gòtic, i la rosassa de la façana principal, del xv, està envoltada per diverses motllures en degradació. A més a més, té una sanefa a la part més exterior amb una ornamentació de «puntes de diamant». Ja al segle xv va ser el bisbe i futur cardenal Mendoza el que es va fer càrrec de les obres cobrint les voltes del creuer i reformant les del presbiteri. Al segle xvi l'obra més important va ser la girola per la qual va caldre demolir una part de la capçalera romànica, i hi varen desaparèixer les absidioles.
Durant de la Guerra Civil espanyola, l'any 1936, la catedral va patir greus destrosses, així que anys més tard es van realitzar reformes amb una important transformació de l'edifici, ja que s'edificà un gran cimbori a la part central del creuer.

## Façana principal

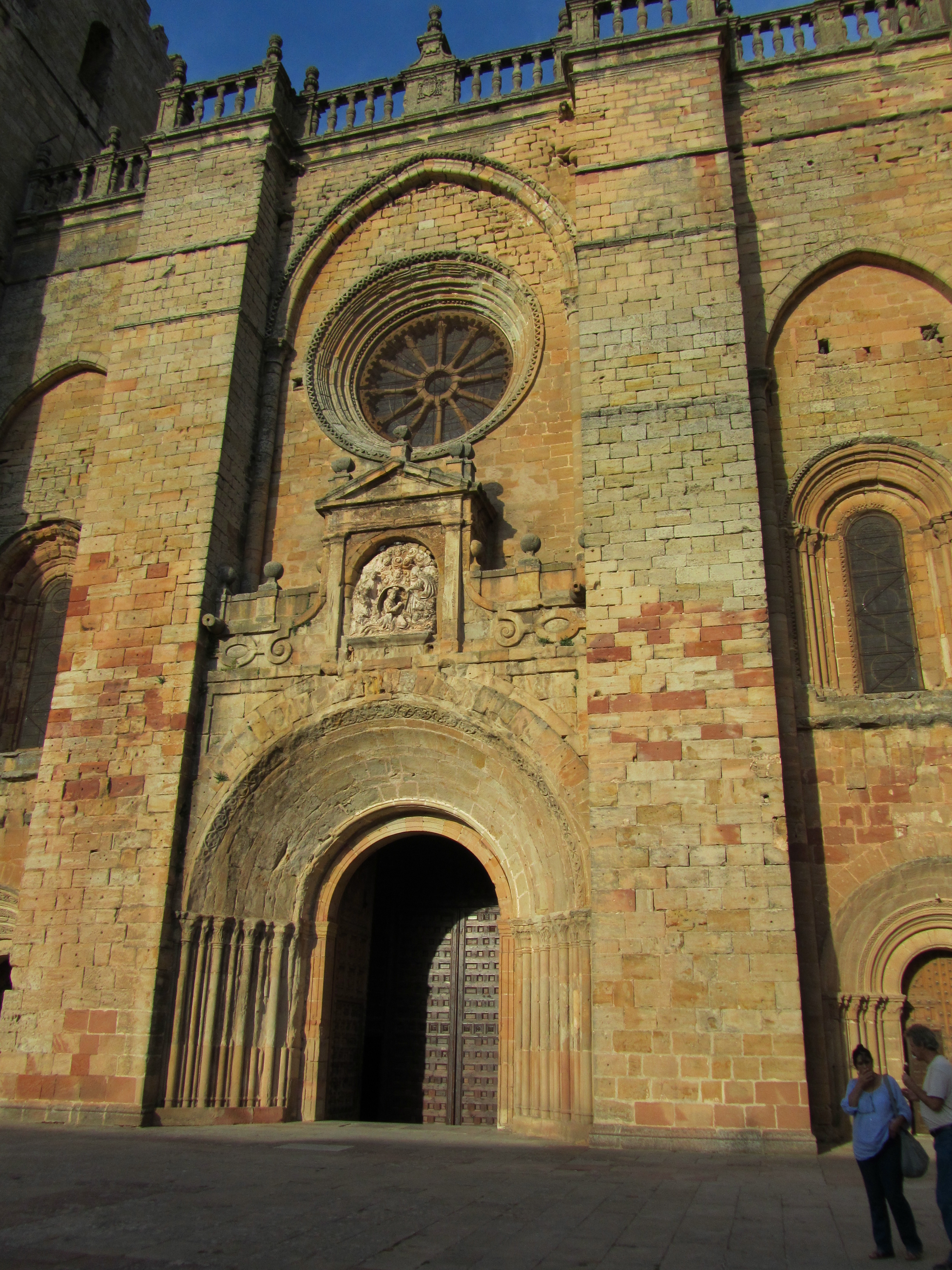
Detall de la façana principal

La façana principal està situada a ponent i és romànica, encara que presenta afegitons posteriors dels estils neoclàssic i barroc. Està formada per tres cossos amb les respectives portes, en correspondència amb les tres naus de l'edifici, i estan dividits per dos contraforts ben massissos. A ambdós costats de la façana principal s'eleven les dues torres de quatre cossos fetes de pedra arenosa, connectades per una balustrada de pedra construïda el 1725.
Davant la façana hi ha un atri construït al segle xvi, que era un antic cementiri dels canonges i els seus familiars. Està tancat per una reixa que té dues portes de forja; a la reixa es va inserir l'escut del bisbe Francisco Delgado y Venegas amb la inscripció llatina «M. Sanchez me fecit an.1783» i una creu de coronament.

### Portes
Les tres portes són de característiques similars. La del centre, anomenada la «Puerta de los Perdones», havia tingut un mainell que dividia l'entrada i on estava col·locada una imatge de la Mare de Déu. És d'arc de mig punt amb arquivoltes que recolzen sobre unes columnes amb capitells que presenten motius vegetals. Només s'observen adornaments a la primera arquivolta i són entrellaçats geomètrics. Damunt hi ha un afegitó que és del segle xviii; és un frontó amb un relleu barroc que representa l'escena de La imposició de la casulla a Sant Ildefons. També hi ha una rosassa del segle xiii de traceria que il·lumina la nau central.
Les portes laterals estan formades amb arcs de mig punt i arquivoltes. La més ben conservada és la del costat de l'evangeli. S'hi poden veure ornamentacions amb motius vegetals de grans fulles i entrellaçats ovoides. També s'hi observen bandes escacades sostingudes sobre unes columnes amb capitells també tallats. Sobre ambdues portes hi ha un finestral amb un arc de mig punt i unes columnes ben fines que sostenen unes petites arquivoltes llises.
|  |  |

### Torres
Al segle xii, la façana de l'antiga catedral posseïa dues torres de defensa formant part de la muralla existent. En construir-se el nou temple, es van conservar les torres a tots dos costats de la façana, però en una posició força avançada de la resta de l'edifici. Les dues torres són de planta quadrada i tenen quatre cossos. Els tres cossos inferiors amb unes petites finestres romàniques, una per cada costat. En el quart cos hi ha dobles finestrals amb arcs de mig punt, i aquest cos culmina amb merlets i, al seu damunt, unes esferes de pedra.
Durant el segle xiv, sota el mandat del bisbe Pere Gómez Barroso, es va construir el campanar que hi ha sobre la torre de la dreta, anomenada per aquest motiu «de les Campanas». S'elevà fins a tenir la seva altura actual i s'observen els escuts del bisbe i del rei Pere I que estan col·locats sobre el mur del quart pis. La torre de l'esquerra, anomenada «de Don Fadrique», va atènyer l'altura actual al segle xvi. Té inscrita la data de 1533 i el blasó d'aquest bisbe. Totes dues torres mesuren poc més de quaranta metres d'altura.

## Façana del Mercado

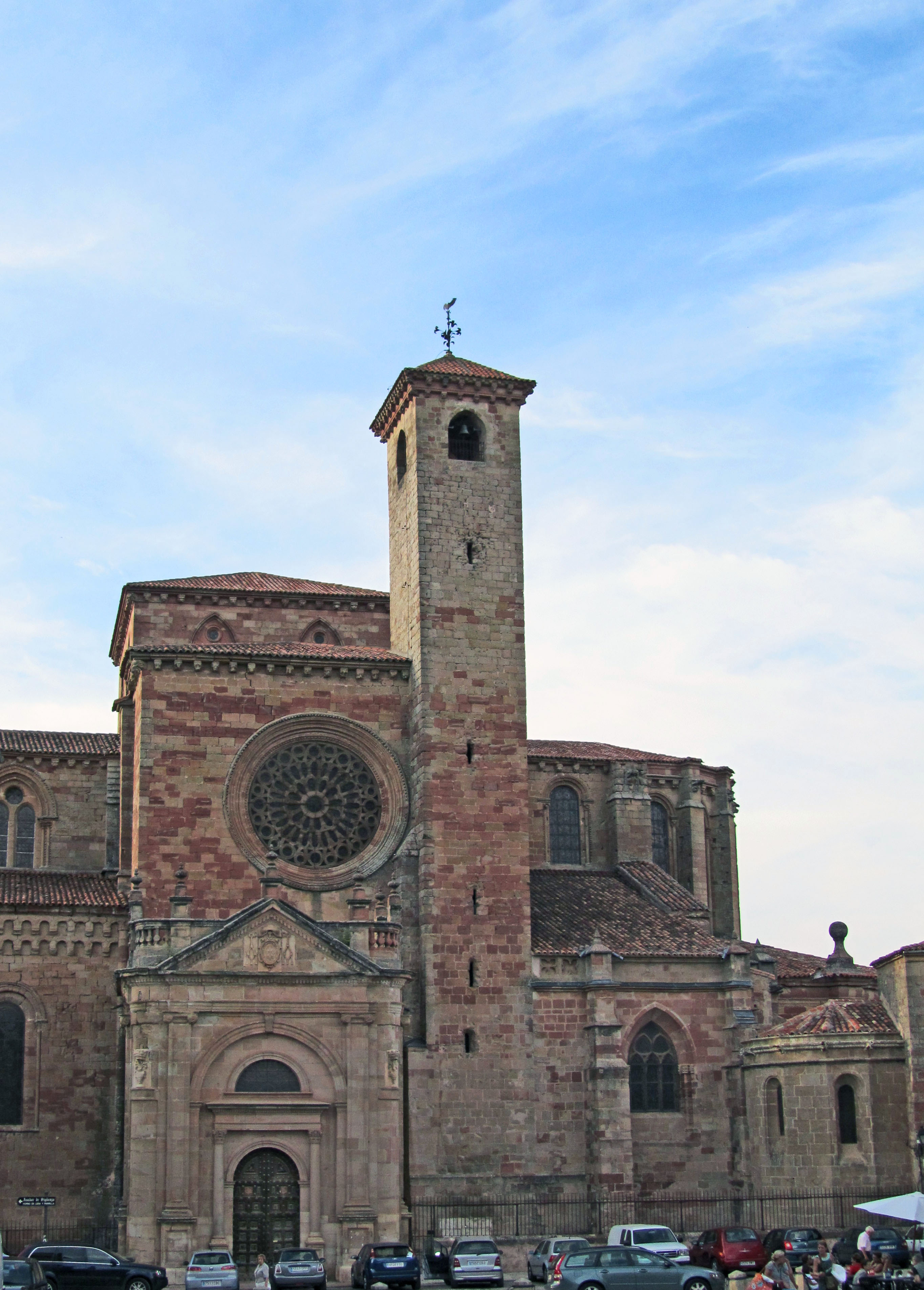
Porta del Mercado i Torre del Gallo

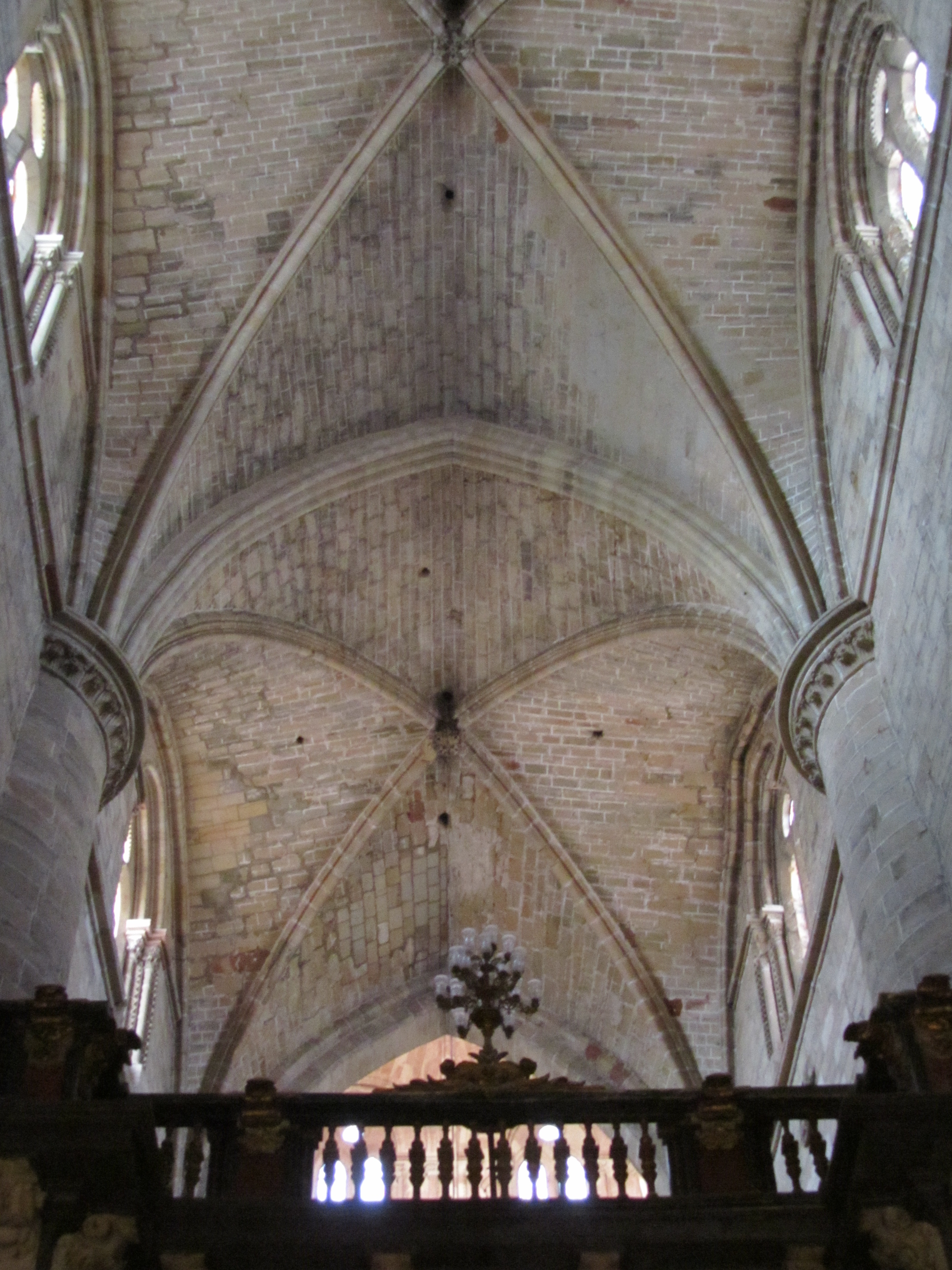
Voltes de la nau central

Girant per la torre de les Campanas s'arriba a la façana meridional, que dona al costat lateral de la catedral. En aquest costat es poden observar els contraforts i, entre ells, els vitralls de transició romànic-ogival. Al seu damunt, hi ha alers sobre una cornisa doble d'arquets cecs. Una mica més enrere, en el que correspon a la nau central, que és més alta, es veuen els vitralls d'estil gòtic ogival. En aquesta façana cal destacar dos elements: la porta del Mercado i la torre del Gallo.
- Porta del Mercado. També anomenada porta de la Plaça Major perquè es troba davant la plaça major de Sigüenza. Va ser construïda al segle xii i l'any 1797, per encàrrec del bisbe Joan Díaz de la Guerra, va ser reformada amb un pòrtic tancat en estil neoclàssic realitzat per l'arquitecte Bernasconi. La rosassa superior és del segle xiii; coincideix amb el braç sud del creuer del temple i té una traceria molt original.[13]

- Torre del Gallo. Quan l'any 1300 es va acabar la primera construcció de l'edifici de la catedral es va elevar encara més la torre del costat meridional del creuer, la que dona a la façana de la Plaça Major. Com que en aquella època l'edifici també tenia una funció defensiva, és possible que la realització d'aquesta torre fos de caràcter militar, com a talaia útil per transmetre senyals que es poguessin veure des del castell de Sigüenza.[18]

## Façanes nord i est
La façana del nord és anàloga a la del sud, amb una rosassa diferent. La torre, equivalent a la torre del Gallo, es troba sobre la sagristia de Santa Lliurada, que correspon al braç del nord del transsepte. L'alçada d'aquesta torre és com la de la nau central i està sense acabar.
La façana de l'est presenta la girola que va substituir les cinc capelles absidals de la capçalera del temple. La llanterna i els alts finestrals gòtics corresponen al presbiteri.

## Planta i naus
La planta de l'església és cistercenca, de creu llatina amb tres naus, un creuer i una girola que es va afegir posteriorment tot sacrificant les cinc capelles absidals romàniques.
Les naus de l'església són de grans proporcions: la nau central té 28 metres d'alçada, i les laterals, 21 metres. La relació entre l'alçada i l'amplada d'aquesta catedral és d'1:3,5 xifra superior a moltes altres catedrals. La separació de les naus es realitza mitjançant dues fileres de sis pilars per costat que estan constituïts cadascun per vint columnes amb capitells d'adorns vegetals. Tres dels quatre pilars que emmarquen el cor són diferents dels de la resta de l'edifici. Estan constituïts per grans columnes cilíndriques que tenen una ornamentació romànica a la part inferior i gòtica a la superior.

## Girola
La girola es va construir cap a la segona meitat del segle xvi i amb la reforma s'abandonà l'anterior tipologia romànica, ja que s'enderrocà l'antiga capçalera absidal amb cinc capelles, que fou substituïda per un deambulatori que envoltava l'absis major.
Aquesta girola presenta unes volta de mig canó amb uns arcs transversals a l'eix circular de la nau. L'entrada d'una de les capelles existents al segle xii, la de sant Joan Baptista, havia quedat tapiada a conseqüència de la construcció del mausoleu de Fadrique de Portugal, i es va transformar en la sagristia menor, o sagristia dels Mercenaris. Com a accés, se'n va obrir un de nou per la girola, al costat de l'evangeli.
A prop, sota un arcosoli, hi ha el sepulcre del bisbe Bernardo de Agén, de marbre blanc, realitzat el 1449 per Martin de Lande, però col·locat en aquest lloc el 1598. Al seu costat es troba la sagristia major o capella de les Cabezas i la capella de l'Esperit Sant.
La girola es va seguir construint i es van afegir cinc altars: el de sant Ildefons i el de sant Felip Neri (1565), el de Nostra Senyora del Roser (1639), el de sant Roc (1662) i el de sant Pere Arbués (1667). Per aquest costat hi ha la porta d'accés a la capella i sagristia del Crist de la Misericòrdia. En aquest període, els mestres d'obra de la girola van ser els «cinco Juanes», anomenats així perquè tenien el mateix nom de pila: Juan Vélez, Juan Sánchez del Pozo, Juan Gutiérrez de Buega, Juan de Ballesteros i Juan Ramos; aquest darrer la va finalitzar.

### Sagristia major o capella de las Cabezas

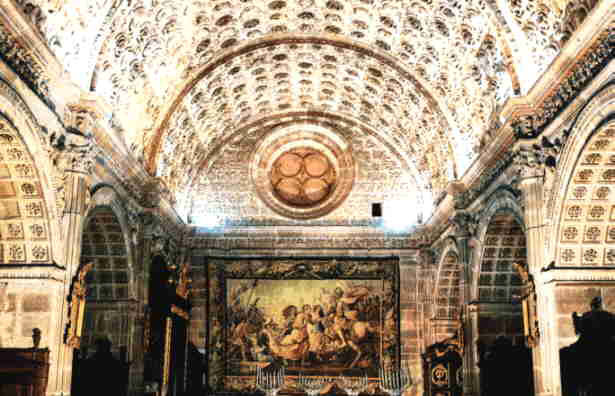
Volta de las Cabezas

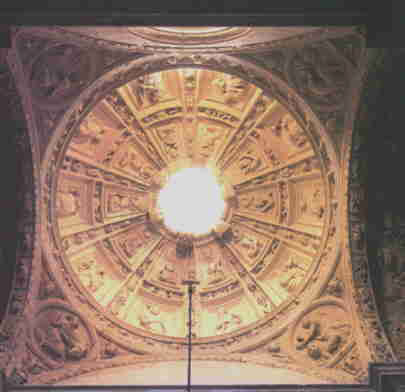
Volta de la capella de l'Esperit Sant

Situada a la part nord de la girola, s'hi accedeix a través d'una portada de pedra d'estil plateresc. Va ser realitzada el 1573 pel mestre d'obres de la catedral Juan Sánchez del Pozo. Presenta diverses imatges d'apòstols situades a dins d'unes fornícules, i les portes són de fusta de noguera amb catorze relleus de santes màrtirs, unes talles realitzades per Martín de Vandoma. Alonso de Covarrubias va disenyar els plans el 1534, quan va ser nomenat mestre d'obres de la catedral de Toledo. Li va succeir l'arquitecte Nicolás de Durango, que dirigí les obres fins a la seva mort, el 1554. El capítol de la catedral va contractar com a substitut Martín de Vandoma, però el 1559 les obres es van aturar perquè es va acomiadar Vandoma, sense que se'n sàpiga el motiu. Davant les queixes de Vandoma, el capítol accedí a readmetre'l, i així consta segons una acta capitular del 18 de març de 1560. Vandoma va continuar treballant durant divuit anys més en diverses obres de la catedral, fins a la seva defunció, l'any 1578.
L'interior de la capella és de planta rectangular amb arcs de mig punt als costats, on hi ha el mobiliari habitual d'una sagristia. En aquests arcs hi ha una cornisa des d'on s'inicia la volta de mig canó completament coberta amb cassetons, en els quals estan esculpits més de tres-cents caps que representen tota classe de personatges de l'època: bisbes, monjos, reis, guerrers, nobles i camperols. Als angles dels quadrants on hi ha els relleus dels caps n'hi ha d'altres amb petits caps de querubins i, alternant, d'altres quadrants amb rosetes. El mobiliari de calaixeres de fusta de noguera també va ser realitzat per Martín de Vandoma amb adorns platerescs.

### Capella de l'Esperit Sant o sagristia de les relíquies
Des de la sagristia de les Cabezas, mitjançant una portada molt ornamentada i una reixa plateresca de ferro forjat, s'accedeix a la capella de l'Esperit Sant. La reixa és d'Hernando de Arenas, segons un disseny d'Esteban Jamete, i fou costejada pel bisbe Fernando Niño de Guevara (1546-1552) cap a 1561. L'escut del bisbe hi apareix, i és una de les millors reixes de la catedral. En el contracte de la reixa s'estipula que Hernando de Arenas cobraria mil ducats i que la realitzaria a Conca, però la fase del daurat la faria a Sigüenza Pedro de Villanueva.
La capella va ser dissenyada per Esteban Jamete i té una estructura en planta quadrada i una ornamentació plateresca. Està coberta amb una cúpula semiesfèrica sobre petxines, que suporta una llanternó, amb la imatge del Déu Pare. L'obra seria de Martín de Vandoma. En els murs hi ha esculpida una Anunciació on, curiosament, la Verge i l'Àngel queden en murs oposats. Sobre l'altar hi ha bustos de sants que contenien relíquies i, entre d'altres, hi ha una talla en fusta de xiprer del bisbe sant Martí de Finojosa.

### Capella i sagristia del Crist de la Misericòrdia
A la girola, però ja al costat de l'epístola, hi ha la capella del Crist de la Misericòrdia, que té una portada de mig punt i un frontó triangular de l'època renaixentista. Fou construïda el 1498 per Miguel de Aleas i Fernando Quejigas. La reixa que la tanca és de mitjan segle xvii i fou realitzada per Domingo Zialceta. L'interior té una volta del segle xv, un retaule barroc del segle xvii i un santcrist tallat en fusta, anomenat el Crist de la Misericòrdia, datat al segle xvi. En aquesta capella també hi ha la corresponent sagristia.

## Nau central

### Púlpits

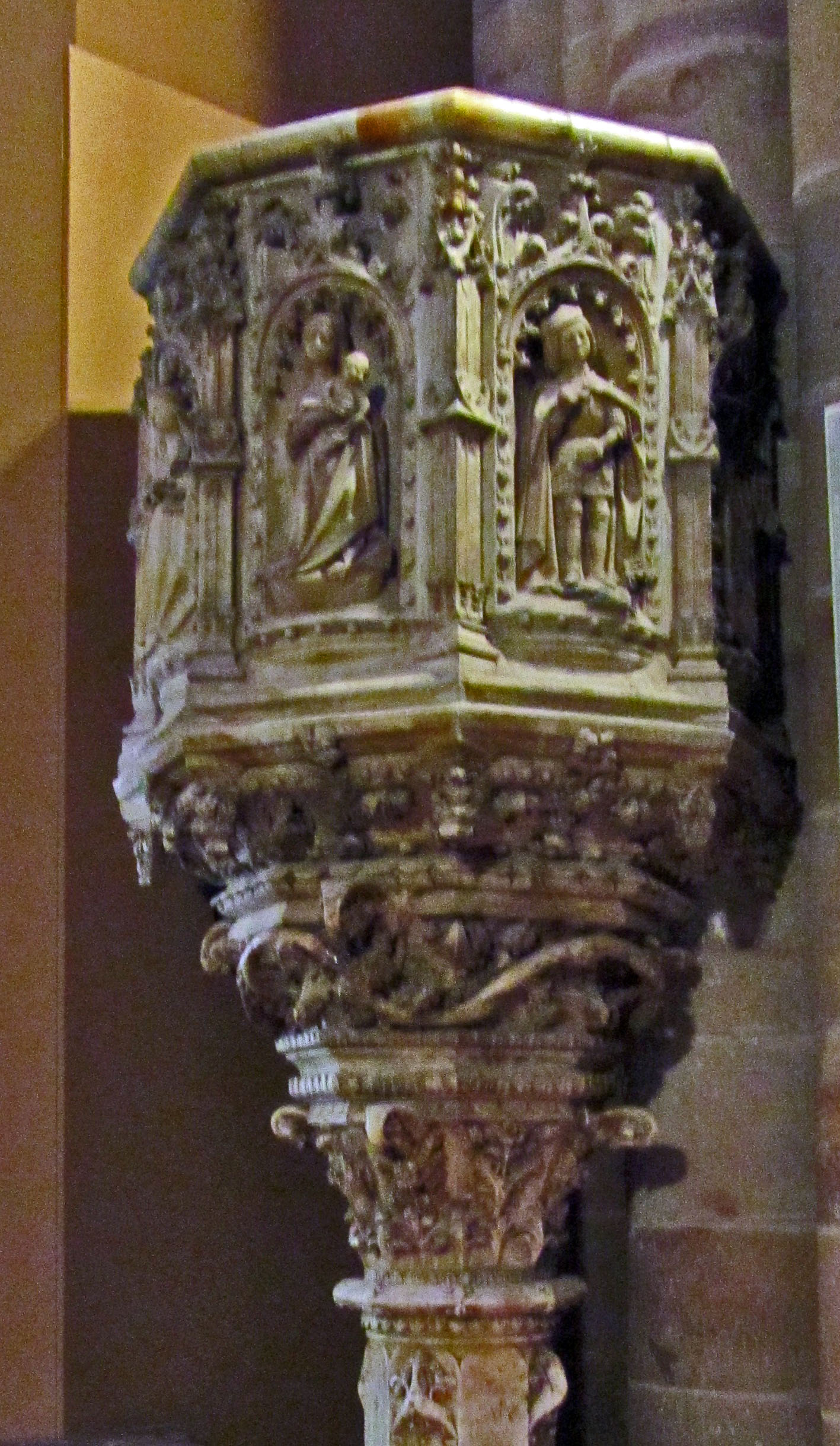
Púlpit del costat de l'Epístola

El púlpit de l'Evangeli està al costat de l'Evangeli, a l'entrada de la capella major. Es va construir a final del segle xvi i és una obra important dins l'estil plateresc, amb la planta octogonal i escenes de la Passió de Crist. Es recolza sobre una columna cilíndrica de fusta estriada, amb un capitell jònic-corinti. Va ser construït per l'artista Martín de Vandoma l'any 1572.
El púlpit de l'epístola es troba al costat de l'Epístola, a l'entrada de la capella major. És una obra de Rodrigo Alemán realitzada en els anys 1495-1496, i es recolza sobre una columna octogonal amb capitell d'ordre corinti. És de marbre blanc i d'estil gòtic. Fou un encàrrec del cardenal Mendoza i en els seus relleus hi ha representats temes al·lusius al cardenal bisbe.

### Capella Major
La capella major està situada en el que era l'absis més gran de l'antiga construcció romànica. El primitiu cor era d'alabastre; estava adossat als murs i presidit per la càtedra del bisbe. Al segle xiv es traslladà al centre de la nau principal, més enllà del creuer. L'any 1491, el cardenal Mendoza en va fer construir un de nou de fusta. Va ser en època d'aquest bisbe quan es va restaurar la capella; es construïren els murs i la volta de l'absis.
A la capella, s'hi entra passant entre dos púlpits –un de gòtic i l'altre plateresc– i a través d'una reixa. Aquesta reixa, del 1633, és obra de Domingo de Zialceta i a la part superior està rematada amb un calvari realitzat per Rodríguez Liberal. A l'interior, a tots dos costats, es troben diversos sepulcres. Al mur dret i sobre la porta que dona a la girola hi ha el del bisbe Alonso Carrillo de Albornoz, cardenal de San Eustaquio, obra encarregada pel seu nebot, el bisbe Alonso Carrillo de Acuña, entre 1434-1447. És d'estil gòtic borgonyó i s'hi observa una representació de la figura del jacent molt realista; aquesta obra és un bon exemple de l'escultura funerària gòtica castellana del segle xv. També cal destacar el sepulcre del bisbe Pedro de Leucate, el primer impulsor de la construcció de la catedral, encara que la imatge del jacent va ser un encàrrec del cardenal Mendoza. La figura porta un vestit pontifical, amb mitra i bàcul pastoral; per tant, són vestidures posteriors a la seva defunció.

### Retaule major

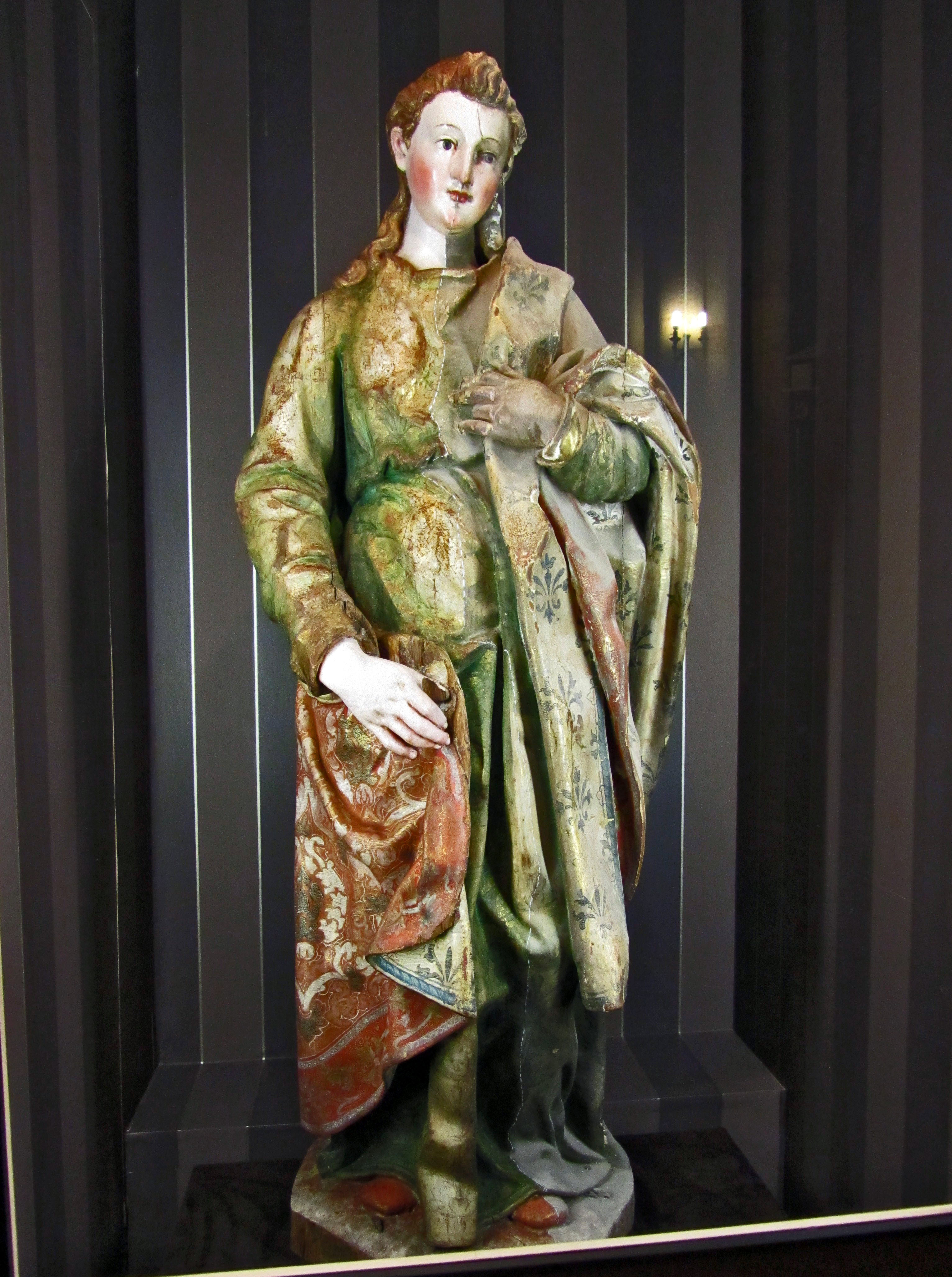
Imatge de santa Librada, al segon cos del retaule major.

El retaule de la capella major va ser un encàrrec del bisbe franciscà fra Mateo de Burgos als escultors Pompeo Leoni i Giraldo de Merlo; van signar el contracte el 24 de setembre de 1608. Pompeo Leoni morí aquell mateix any, i se'n feu càrrec Giraldo de Merlo. Segons desig del bisbe, les traces es van fer perquè ocupessin el màxim d'espai, però mirant de deixar lliure la part superior que és on s'havien de col·locar uns vitralls donats pel mateix bisbe. L'obra s'executà entre 1609 i 1613 i és d'estil manierista. Pel que fa a la policromia, va ser realitzada pels pintors Diego de Baeza i Mateo Paredes.
El retaule consta de predel·la i té tres cossos amb diferents ordres –jònic, corinti i compost–, i un coronament superior. Al banc es troben quatre relleus amb escenes de la Passió de Crist. En el primer cos, al carrer central hi ha un tabernacle de tres pisos: un amb les imatges de sant Pere i sant Pau, el segon amb el Sant sopar, i al darrer pis la figura del Salvador. Als carrers laterals, separats amb columnes jòniques, hi ha les imatges de sant Andreu i sant Francesc d'Assís; al carrer lateral dret la Transfiguració de Crist i al costat esquerre la Immaculada Concepció. En el segon cos, l'ordre de les columnes és corinti; al carrer central l'Assumpció, al lateral dret un gran relleu de L'Adoració dels Mags, al costat esquerre la Nativitat i als extrems les imatges de santa Anna i santa Librada. En el tercer cos, a la part central es troba un Calvari –es pot observar Crist a la creu, amb la Mare de Déu i sant Joan Baptista–, i als costats els relleus de la Pentecosta i una representació de l'ascensió de Crist amb dues figures exemptes de sants a cada extrem. El coronament final del retaule es va realitzar col·locant un gran escut del bisbe comitent sostingut per dos àngels i dues representacions de les virtuts.

### Cor

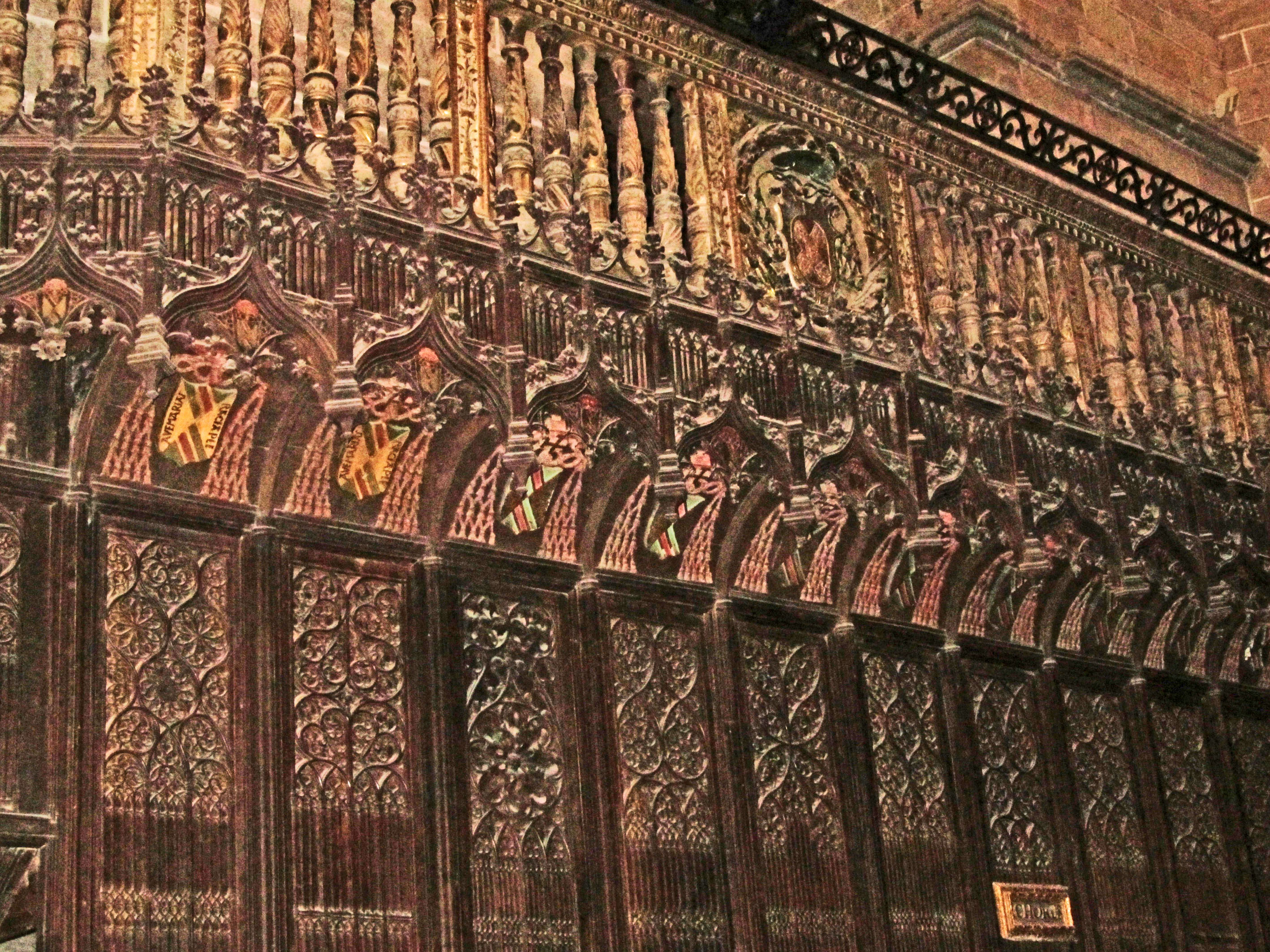
Cor de la catedral de Sigüenza

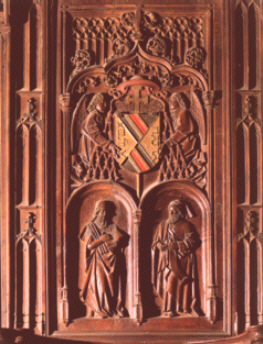
Detall de la cadira episcopal amb l'escut del cardenal Mendoza

El cor està situat al centre de la nau principal. Va ser construït per iniciativa i mecenatge particular del cardenal Pedro González de Mendoza (1467-1495), i havia de substituir l'anterior que estava realitzat en alabastre i que havia estat primer a la capella major i, més tard, va ser traslladat a la nau principal. La planta és rectangular, i està constituït per vuitanta-quatre seients distribuïts en dos pisos. El cadirat és de noguera; té els respatllers ornamentats en l'estil gòtic, amb totes les gelosies diferents i els escuts bisbals. Sobre els seients del cadirat alt, hi ha un dosser continu, tallat en l'estil del gòtic florit.
Al centre d'aquest cadirat es troba la cadira episcopal que té el respatller tallat amb dues imatges i l'escut del cardenal Mendoza. La cadira està coberta amb un gran dosser amb un pinacle que està realitzat en el mateix estil. Els escultors tallistes que van treballar en el cadirat del cor estaven sota la direcció de Martín Sánchez; també va participar un veí de Sigüenza anomenat Alfonso González. El 1503 treballaven Petit Juan, Francisco Coca i Martín Vandoma. La cadira del bisbe es creu que va ser realitzada pel mestre Rodrigo Alemán que també va treballar al cadirat del cor baix.
Sobre el dosser continu del cadirat es troben dues tribunes amb balustres i escuts del capítol catedralici i del bisbe cometent Fadrique de Portugal (1512-1532). És d'estil plateresc, i és on està ubicat l'orgue xorigueresc de 2.100 tubs. El recinte queda tancat per una reixa renaixentista de ferro forjat encarregada pel bisbe Pedro de Tapia (1645-1649) a Domingo de Zialceta i és de 1649. Està realitzada en xapa retallada i presenta tres imatges a la part superior: les de sant Domènec de Guzman, la Verge del Roser i sant Tomàs d'Aquino.

### Orgues
Entre els anys 1522 i 1538, la catedral tenia tres orgues. Als llibres d'obra del temple hi ha notícies dels treballs que s'anaven realitzant en els tres orgues, ja siguin de talla o pintura. Així, el mestre Pierre va realitzar el coronament de l'orgue petit, i Fernando de Carasa les portes de tots els orgues. Juan de Artega va pintar baranes i tribunes dels orgues i del cor, Villoldo va pintar els orgues mitjans i la caixa, les portes i el coronament del petit el 1526, Juan Soreda, també al mateix any, consta que va pintar els orgues grans i novament als deu anys es va encarregar a Pedro de Villanueva la pintura de «les portes i caixa dels orgues grans».
Els bisbes que més es van preocupar de l'activitat musical de la catedral van ser Fadrique de Portugal i de Noronha (1512-1532) –un personatge culte i que per les seves accions polítiques va arribar a ocupar el lloc de Virrei de Catalunya– i Pedro de La Gasca (1561-1567), molt interessat per la música.
La capella de música de la catedral va tenir bons músics. Durant el mandat del cardenal Mendoza va ocupar el càrrec d'organista Villagrán. El 1504 el va succeir Pierres, músic d'origen francès. Més tard, el 1530, se cita Cristóbal de Morales com un dels «mestres que van venir a veure els orgues». Altres personatges coneguts que consten a l'arxiu de la catedral són Mateu Fletxa el Vell (1539) i Francisco de Salinas (1559); aquest darrer fou succeït per Hernando de Cabezón, fill d'Antonio de Cabezón, des de 1563 a 1564.

### Rerecor

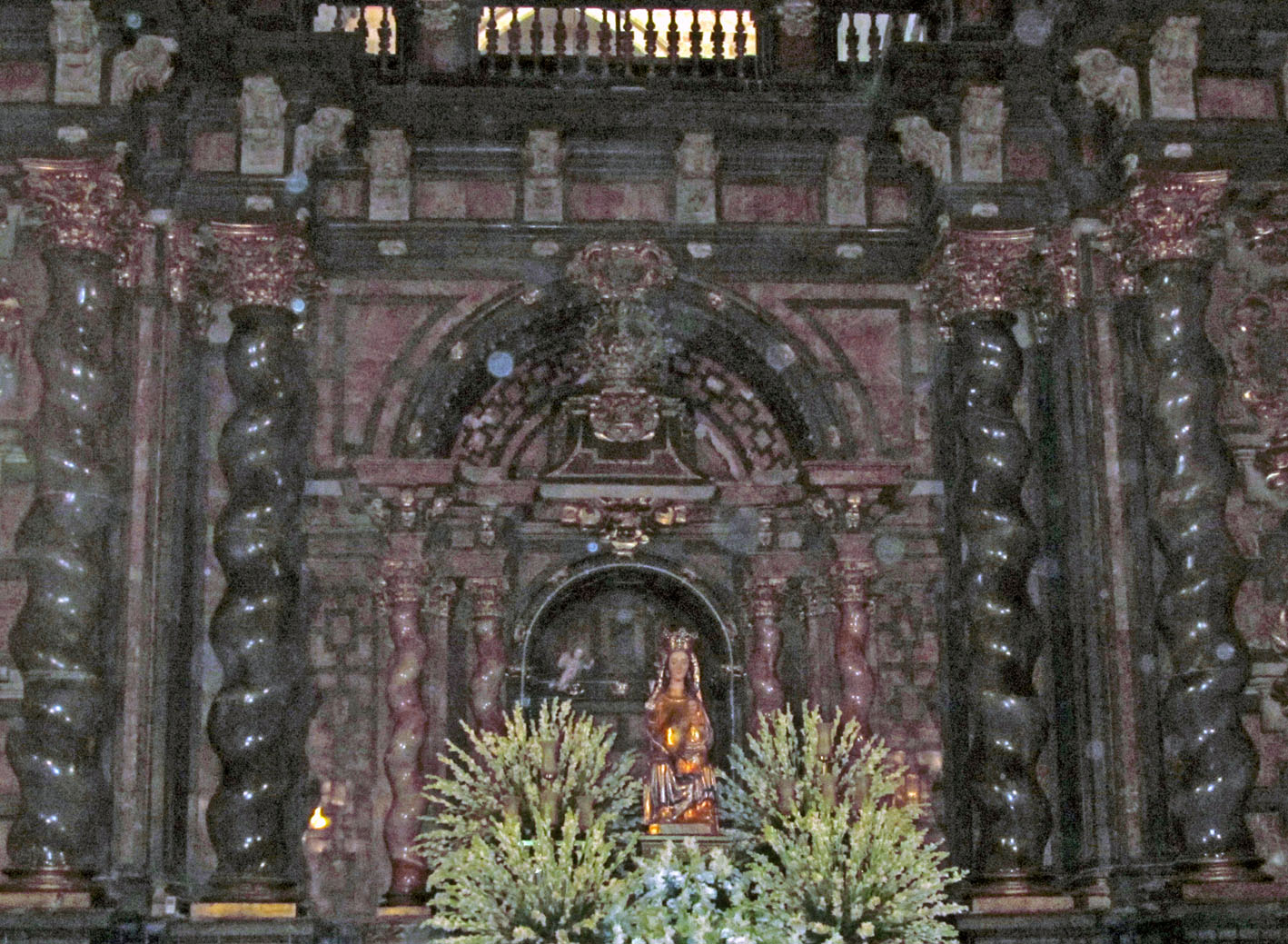
Altar del rerecor

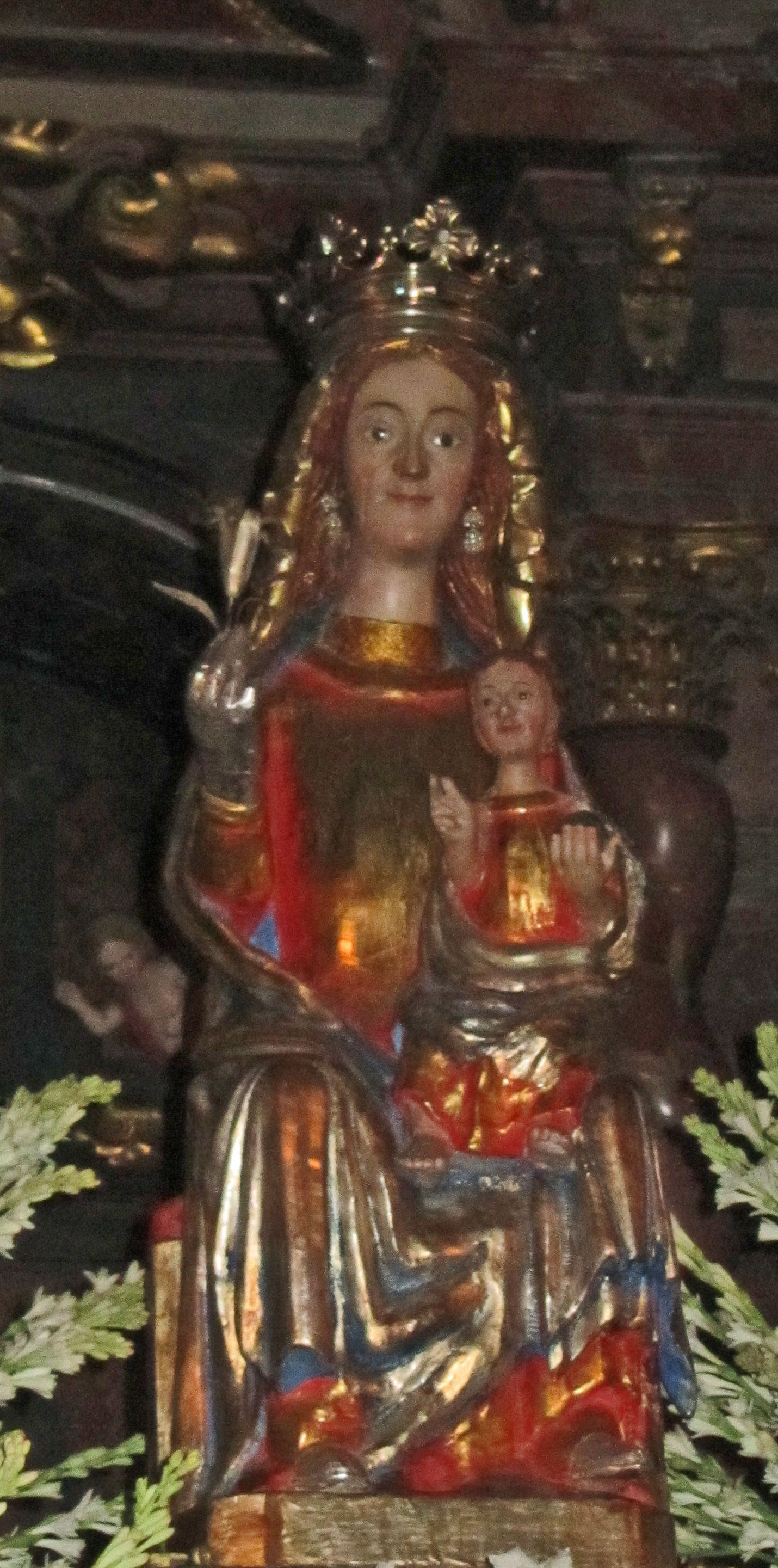
Santa Maria de la Mayor

Entrant per la façana principal el que més sorprèn del temple és el conjunt monumental d'estil barroc que constitueix el rerecor. Fins al segle xvii tres altars es trobaven adossats al seu mur. El 1666, per desig del bisbe Andrés Bravo de Salamanca, es va encarregar a Juan Lobera i Pedro Miranda la realització del gran retaule barroc on s'havia de col·locar la imatge de Santa María de la Mayor de qui el bisbe era molt devot.
L'altar està constituït per sis grans columnes salomòniques de marbre negre, material portat de Calatorao, i de quatre columnes una mica més petites, aquestes de marbre roig de Cehegín tot i que també es va utilitzar marbre blanc de Fuentes de Jiloca. En una fornícula col·locada a la part central del retaule està situada la imatge de la Mare de Déu, la patrona de Sigüenza.

L'escultura de santa Maria és romànica, del segle xii. Es considera que va ser una ofrena del bisbe Bernardo de Agén, i era la imatge que l'acompanyava en les seves reconquestes dels territoris del bisbat. És de fusta de xiprer policromada, i la Mare de Déu porta sobre el genoll esquerre l'infant Jesús i amb la mà dreta sosté una flor de lis. Com al segle xiv la imatge ja estava molt deteriorada va ser reformada i va adquirir un «aire gòtic» i fou xapada en argent. Va ser venerada al primitiu retaule de l'altar major de la catedral, d'on li prové el nom popular de la catedral: Santa María de la Mayor. Quan es va construir el nou retaule per a la capella major, la imatge de la Mare de Déu es va traslladar a l'església de Santa María de los Huertos i l'any 1617 tornà a la catedral per ocupar un lloc al retaule de la capella de l'Anunciació. El 1673, es realitzà el trasllat definitiu a l'altar del rerecor. Durant la Guerra Civil espanyola, la imatge va patir diversos danys que van conduir a una nova restauració el 1974; es van retirar les xapes  d'argent que cobria la fusta policromada, deixant-la amb la que sembla la seva aparença original.

## Creuer
Té una longitud de més de 36 metres i fa la mateixa alçada que la nau central. Després de la Guerra Civil espanyola, durant la restauració de la catedral es va construir un cimbori al centre del creuer. En l'edifici romànic, el creuer estava sense ni altars ni retaules. A principi del segle xvi en la reforma dins l'estil plateresc es van col·locar els retaules de santa Librada i el de Fadrique de Portugal a la part nord. Al sud hi ha la porta que dona a la plaça major de la ciutat, una rosassa romànica, la capella del Doncel i l'altar de Nuestra Señora de la Leche. A la part central hi ha cobert amb voltes nervades i la volta del cimbori és quadrada amb vuit particions i vuit finestres que deixen passar la llum natural.

### Retaule de Santa Librada

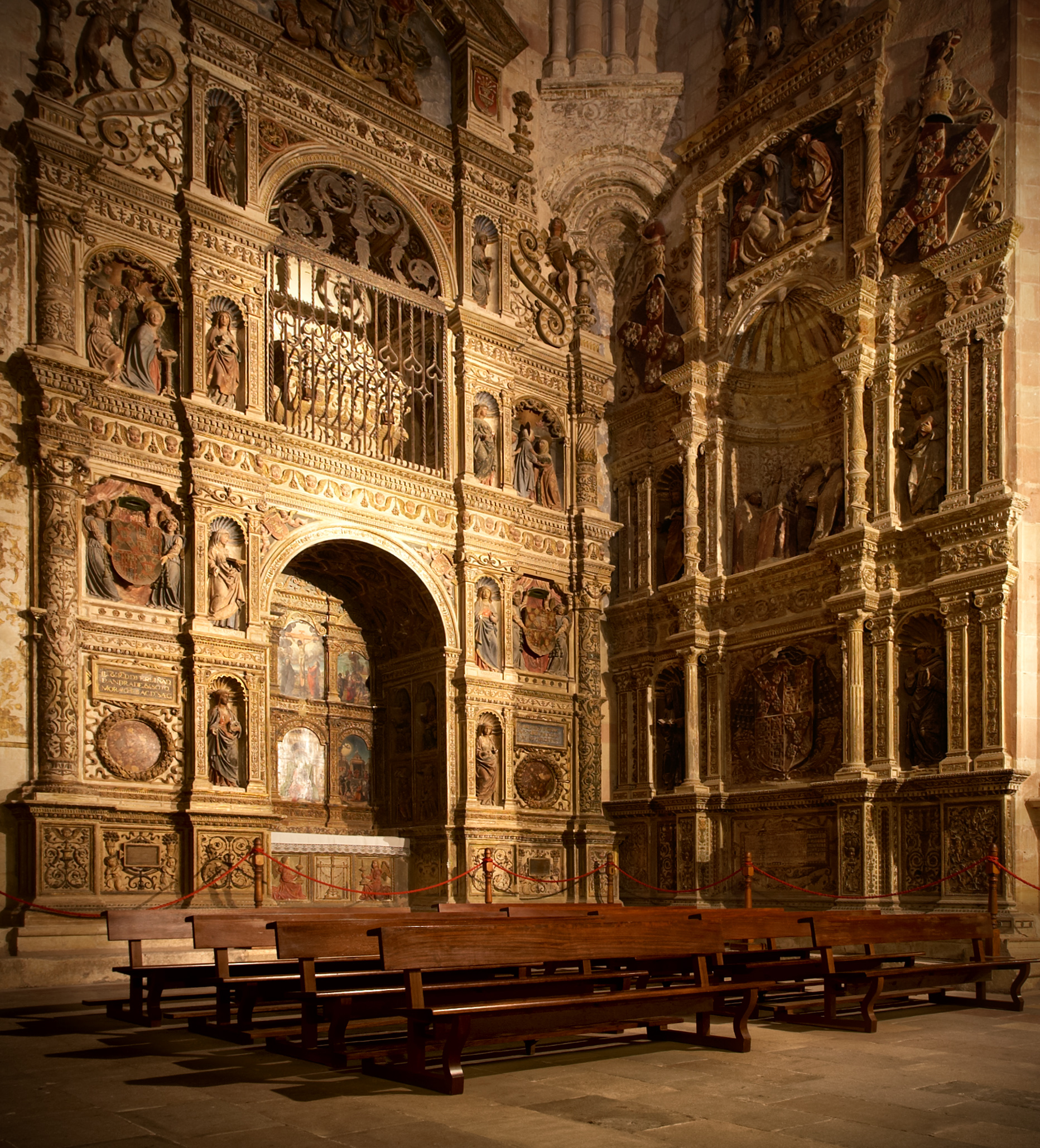
Retaule plateresc de Santa Librada, a la dreta el mausoleu del bisbe comitent Fadrique de Portugal

Com era habitual a l'edat mitjana, les catedrals es posaven sota la protecció de les relíquies d'un màrtir. Per aquest motiu el bisbe Bernardo de Agén va portar a Sigüenza les relíquies de la màrtir santa Librada, que visqué al segle iv a Aquitània.
El retaule que es troba a l'extrem nord del creuer va ser encarregat pel bisbe Fadrique de Portugal. Plantejat com un gran mausoleu en pedra, està dedicat a santa Librada, i s'hi copsa la perfecta conjunció entre l'arquitectura, l'escultura i la pintura de l'art del renaixement-plateresc. Arquitectònicament és com un arc de triomf de tres cossos, traçat per Alonso de Covarrubias el 1518 i realitzat per Francisco de Baeza. Té una volta d'arc de mig punt amb cassetons i a tots dos costats hi ha fornícules amb imatges dels sants evangelistes i dels pares de l'Església, així com algunes santes i escenes de la Mare de Déu, tot entre columnes sobre pedestals. A la part mitjana del gran retaule hi ha una urna d'argent amb les relíquies de la santa, que està protegida per una reixa treballada realitzada per Juan Francés. A l'àtic hi ha un alt relleu de la Mare de Déu envoltada d'àngels.
A la part inferior, darrere la taula de l'altar i dins de l'arc de mig punt, hi ha el retaule pròpiament dit, realitzat per l'artista Juan Soreda entre 1526 i 1528. Consta de dos cossos amb tres carrers i el carrer central és més ampla i llarg que els laterals. Presenta escenes de la vida de la santa plasmades en cinc taules de pintura; la taula central superior representa la Deesis i les taules que representen les escenes de la màrtir: Librada i les seves germanes davant de Catelio; Librada i les seves germanes deliberen sobre la seva sort; Librada reconforta una de les seves germanes; Decapitació de santa Librada i Santa Librada entronitzada, aquesta taula també al carrer central a la part inferior.

La imatge d'aquesta última taula, Santa Librada entronitzada, està inspirada en el gravat de Marcantonio Raimondi sobre la Verge dels núvols de Rafael Sanzio. La màrtir es troba en una posició asseguda amb un llibre en una mà i la palma del martiri a l'altra. En una altra escena apareix representat Hèrcules; la relació simbòlica amb santa Librada es basa en les virtuts de la màrtir que va preferir la mort abans que cedir als plaers terrenals així com Hèrcules va haver de lluitar amb feres (com al·legories de les virtuts), per aconseguir la immortalitat; era el missatge moralitzant del renaixement per presentar la vida exemplar de santa Librada i les seves germanes, com diu Santiago Sebastián:

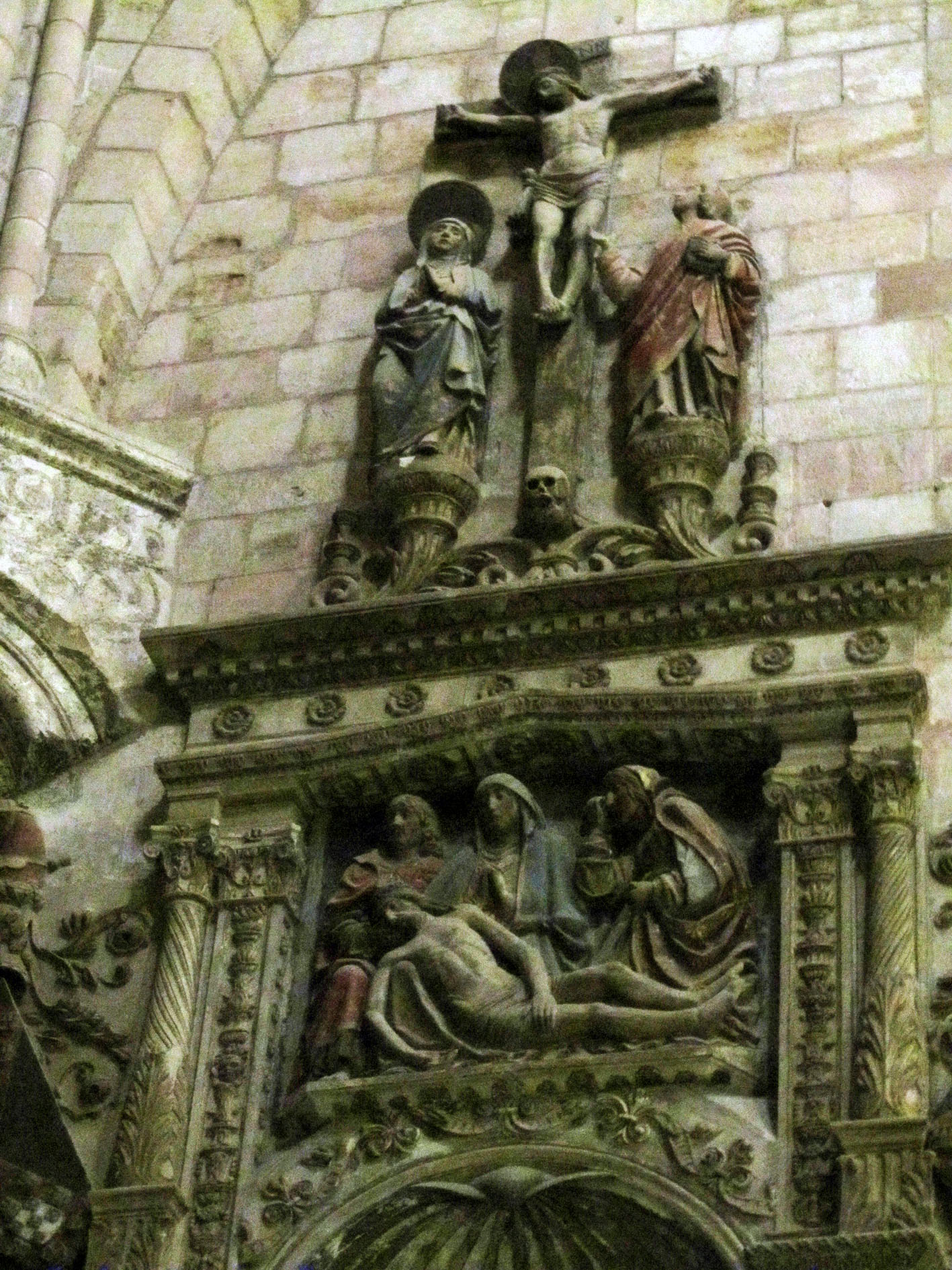
Detall superior del mausoleu de Fadrique de Portugal

| «                                                                | ...per expressar que va ser tan virtuosa i forta com el mateix Hèrcules. | » |
| — Pórtico de Arte y Humanismo, Santiago Sebastian (1981) pàg.199 |                                                                          |   |

### Mausoleu de Fadrique de Portugal
El mausoleu de Fadrique de Portugal i de Noronha és d'estil plateresc i realitzat per encàrrec del bisbe en un disseny d'Alonso de Covarrubias. És contemporani del retaule de Santa Librada amb el que fa cantonada a la part nord del creuer de la catedral. L'execució de l'obra la va portar a terme Francisco de Baeza amb els seus col·laboradors, Sebastián de Almonacid i Juan de Talavera, i el projecte va restar acabat l'any 1539, data de la mort del bisbe a Barcelona; les despulles van ser traslladades i fou enterrat en aquest lloc.
El mausoleu consta de tres cossos, més el banc i l'àtic amb tres carrers. Al banc hi ha una cartel·la amb al·lusions al bisbe i presenta ornaments de grotescs i motius vegetals. Al primer cos a la part central hi ha una gran escut amb les armes del bisbe i a tots dos costats destaquen dues fornícules amb les imatges de sant Andreu i sant Francesc. Al segon cos, dins d'una fornícula, hi ha la imatge del senyor Fadrique que està agenollat, en companyia de dos clergues. Als carrers laterals hi ha dues imatges, una de sant Pere i una sant Pau, ubicades dins de fornícules. Sobre aquest cos hi ha un relleu, una Pietat, i a tots dos costats els escuts del mecenes. Completa el mausoleu un Calvari policromat situat a l'àtic.

### Capella del Doncel

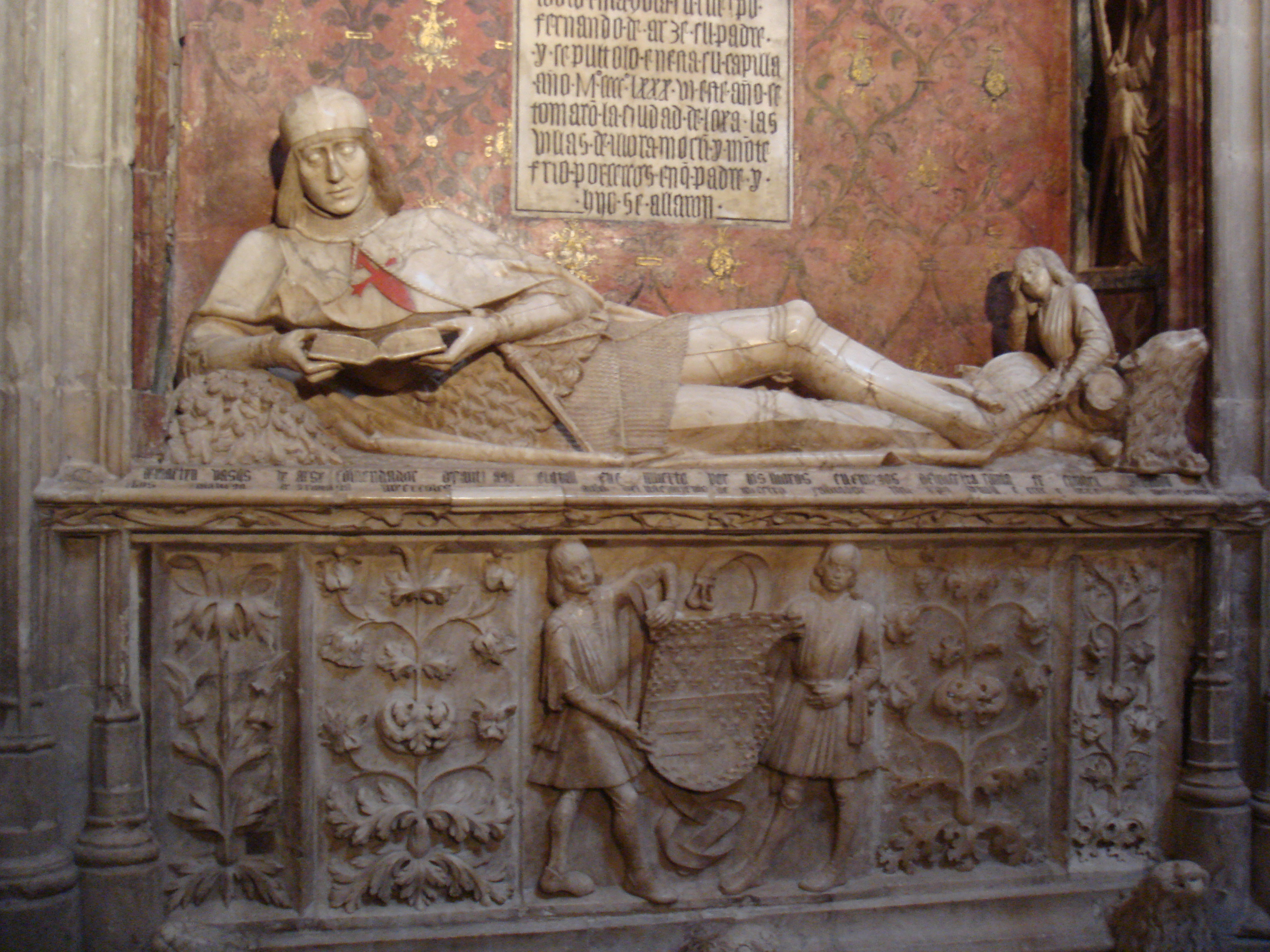
Escultura del Doncel de Sigüenza al seu sepulcre

La capella del Doncel, anomenada també capella de sant Joan i santa Caterina, està situada al costat sud del creuer. Antigament formava part d'una de les capelles absidals de la catedral romànica, la dedicada a sant Tomàs Canturienc (Thomas Becket de Canterbury). L'entrada a la capella es realitza a través d'una reixa executada per Juan Francés entre 1526 i 1532, i la portada fou construïda per Francisco de Baeza dins l'estil plateresc. És una capella que Fernando Vázquez de Arce –prior d'Osma, bisbe de les Canàries i conseller de Ferran el Catòlic–, va adquirir als antics propietaris des del segle xiv, la família de La Cerda, amb la finalitat que servís com a capella funerària per a ell i la seva família. El decret pel qual adquirien el dret de sepultura de tots els seus familiars el signà el 9 de gener de 1487.
En aquesta capella hi ha diversos monuments. El primer, al mur de l'esquerra, el de Fernando Vázquez de Arce, bisbe de les Canàries, situat en un arcosoli d'estil plateresc amb els atributs bisbals. En el mur de l'esquerra trobem el del seu avi, Martín Vázquez de Sosa, que està davant de l'esposa, Sancha. Al centre de l'estança i en un pla elevat, hi ha el doble sepulcre dels seus pares: Fernando de Arce, amb armadura de cavaller i la creu de l'orde de Sant Jaume al pit, i Catalina Vázquez que apareix coberta amb una capa i amb un rosari entre les mans. Al costat del del bisbe, al mur esquerre, hi ha el sepulcre del seu germà Martín Vázquez de Arce, el Doncel de Sigüenza; segons Gómez Moreno, és «una de les obres mestres de l'escultura funerària».

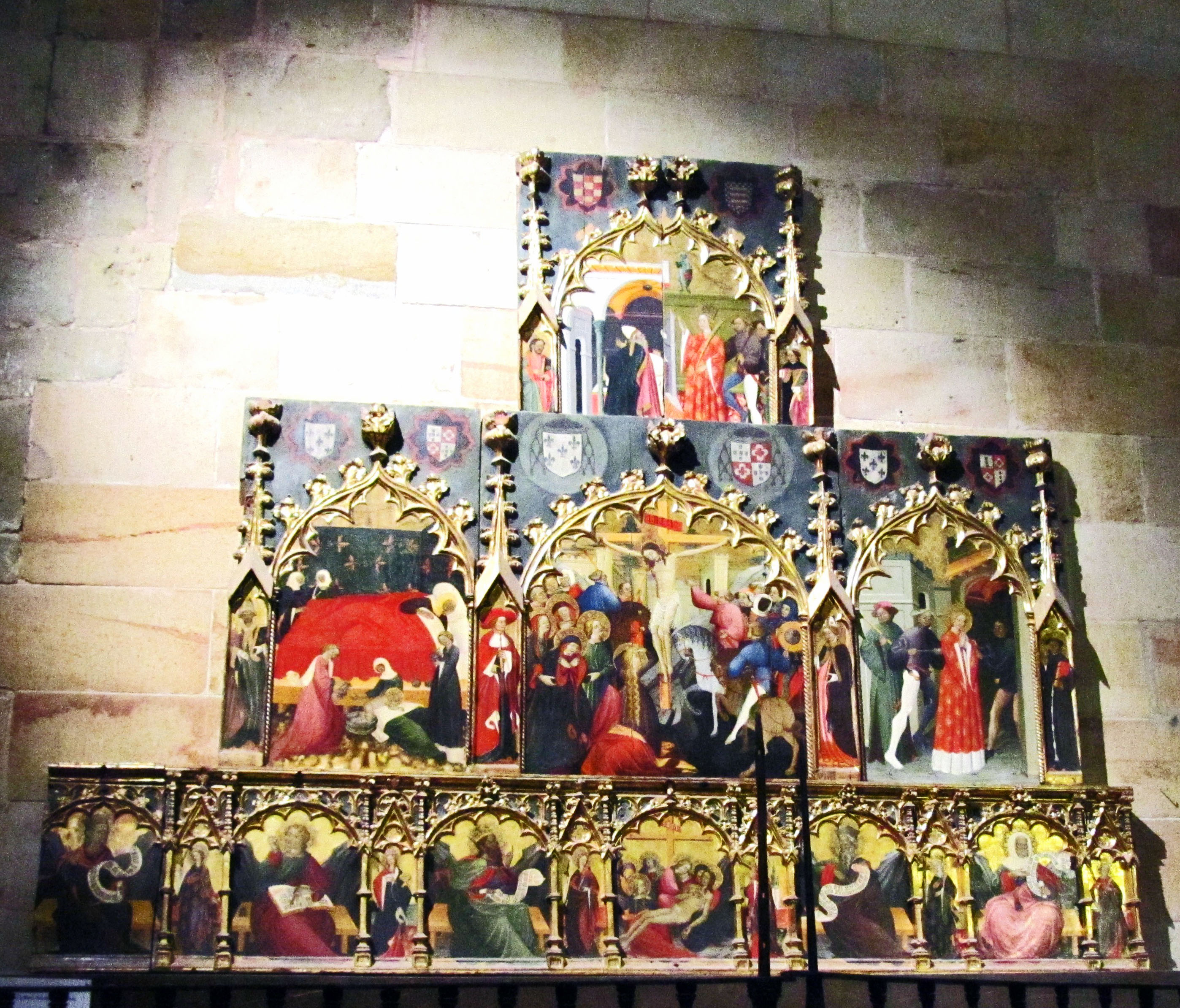
Reutale gòtic de Sant Joan i Santa Caterina

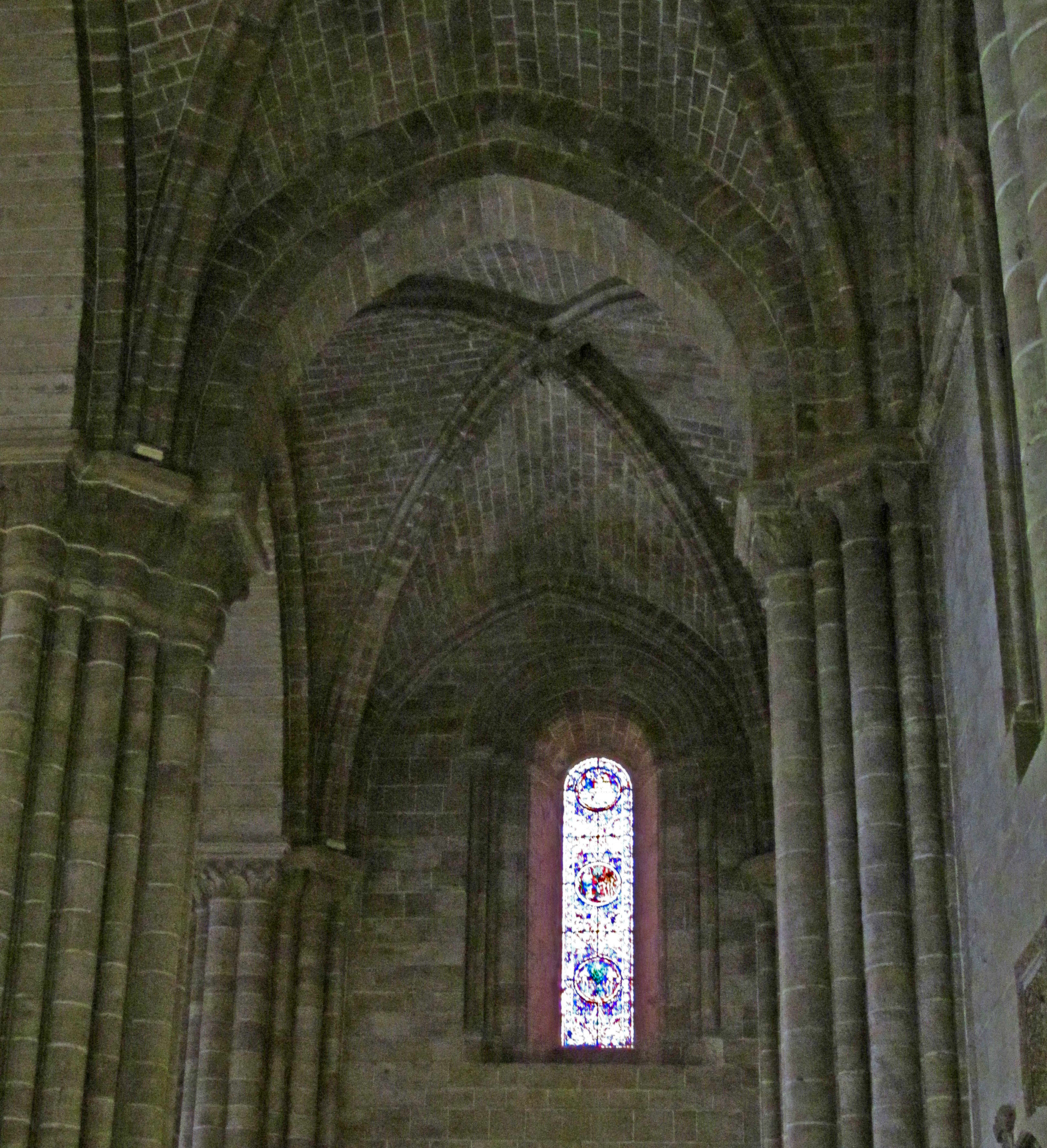
Nau lateral del costat de l'evangeli amb vista cap als peus de la catedral

El sepulcre del Doncel està col·locat sobre tres lleons i està dins d'un arc de mig punt amb ornaments gòtics. La figura del Doncel és vestida amb armadura i com el seu pare, també porta la creu de Santiago al pit. S'observa el puny d'una espasa i un petit punyal a la cintura; el cap el té cobert amb un bonet que s'adapta totalment al crani, però el que més ressalta és que no és una figura jacent, adormida. Està mig incorporada, amb una cama damunt l'altra i amb el braç recolzat; està en actitud de llegir un llibre el qual sosté obert a les seves mans. Davant del sepulcre, dos patges subjecten l'escut d'armes. Tota l'obra està policromada. La data de realització és entre 1486, any de la defunció del Doncel, i el 1504, data citada en el testament del seu pare que detalla que el monument de la capella de la catedral ja s'ha acabat.

### Altres retaules
El retaule de sant Joan i santa Caterina està situat al creuer, al costat de la capella del Doncel, i prové de la sagristia de l'esmentada capella. L'obra consta de diverses taules pintades en estil gòtic italianitzant que formaven part del retaule realitzat cap al 1440 per encàrrec de la família de La Cerda. La taula central representa la Crucifixió i les altres són escenes de la vida de sant Joan i de santa Caterina. També es conserva la predel·la, en què es poden observar diverses imatges de profetes. D'aquest retaule hi ha algunes taules guardades al Museu del Prado.
El retaule de Nuestra Señora de la Leche està adossat al pilar de davant del cor del costat de l'Epístola; és d'estil plateresc i va ser realitzat per Francisco de Baeza. La imatge (1514), d'alabastre, és obra de Miguel de Aleas. Les columnes que emmarquen la mitja cúpula apetxinada també són del mateix material i acaben amb un fris i un frontó que conté l'escut del Capítol catedralici.

## Nau lateral de l'evangeli
El plànol del temple es va anar transformant amb el temps, ja que inicialment no figuraven les capelles laterals com encara es pot observar en la nau de l'epístola, que només té algun altar i algun sepulcre adossats al mur del cor. En canvi, en la nau de l'evangeli es van anar construint algunes capelles que arriben fins al mur confrontant del claustre. En aquesta nau destaquen especialment la capella de sant Pere i la de l'Anunciació i els sepulcres de Juan González i Antón González.
La porta que serveix de comunicació entre la catedral i el claustre s'anomena porta de sant Valero. És una construcció realitzada sota el mandat del bisbe López de Carvajal (1495-1511), i presenta una barreja d'estils amb les columnes renaixentistes, els arcs gòtics i adornaments mudèjars. És una obra de l'any 1503 construïda per Domingo Hergueta.
Al final de la nau hi ha els altars de sant Joan Baptista i de sant Miquel. El de sant Joan Baptista està situat dins d'un arc realitzat per Francisco Baeza el 1530 i té un retaule barroc del segle xviii. Al davant, adossat al mur del cor, està l'altar dedicat a sant Miquel, una obra del segle xvii.

### Capella de sant Pere

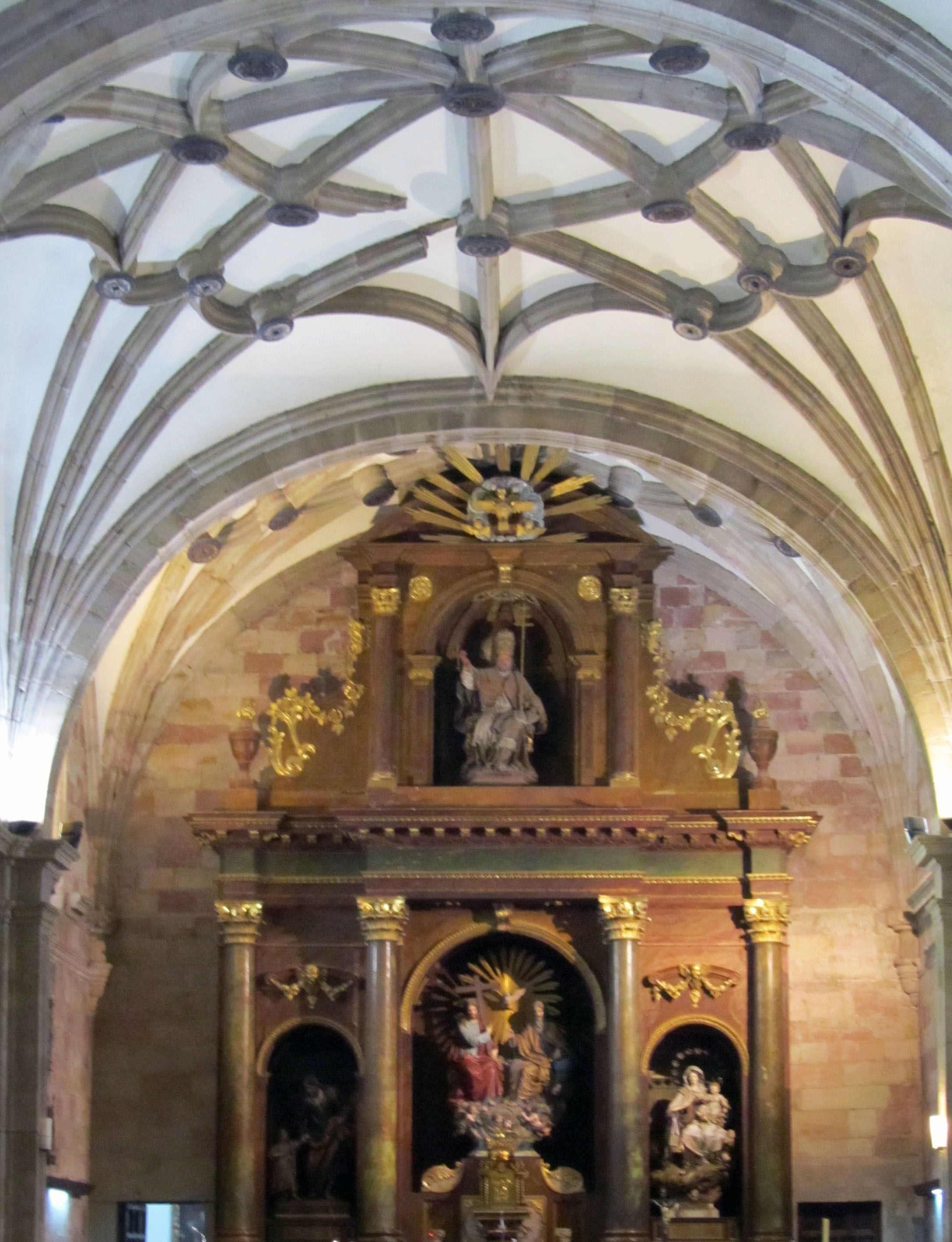
Altar major de sant Pere

La capella o parròquia de sant Pere està situada en el lloc on hi havia les antigues dependències de la galeria oest del claustre, amb una entrada a la catedral. Es va construir el 1455 per encàrrec del bisbe Ferran Luján i fou dedicada al Corpus Christi. Té una portada plateresca de principis del segle xvi realitzada per Francisco de Baeza on hi ha l'escut del bisbe cometent; la reixa (1533) és del mateix estil i és una obra del ferrer Juan Francés. A finals del mateix segle xvi es va produir el trasllat de la parròquia de sant Pere que es trobava a la dreta de la capella major, i des d'aleshores se la coneix per aquest nom.
El 1675, va ser molt ampliada i transformada per ordre del bisbe Pere Godoy que va fer afegir tres trams més a la volta. Malgrat fer-se les obres en aquesta època, es respectà el mateix estil gòtic de creueria estelada. L'altar major presideix una imatge de sant Pere, i sota aquesta estàtua es troba la Santíssima Trinitat (1861), una obra de l'escultor Mariano Bellver y Collazos que està tallada en fusta policromada. Es representa mitjançant una iconografia inspirada en els models del barroc espanyol: un Déu Pare assegut que sosté en la seva mà esquerra un ceptre que se situa sobre un globus del món i, al seu costat, també assegut, el seu fill Jesucrist que duu la creu; entre tots dos hi ha l'Esperit Sant en forma de colom. El grup està situat sobre un núvol en què dos àngels contemplen l'escena envoltats per querubins. La planta és rectangular i força allargada doncs ocupa tota la part oest del claustre.
En el mur d'aquesta capella hi ha el sepulcre del primer bisbe fundador, Fernando Luján, que és del segle xv. Està fet dins l'estil gòtic i conté escenes distribuïdes en tres relleus de la vida de santa Caterina d'Alexandria que estan col·locats damunt la figura jacent. La figura del bisbe es troba col·locada sobre un arc que dona pas al baptisteri i es disposa en una posició frontal a l'espectador; probablement va ser traslladada del seu lloc original durant les obres realitzades al segle xvii. Es pot llegir una inscripció que diu: «El senyor bisbe Lujan. Any MCCCCLXV. Últim electe pel capítol».

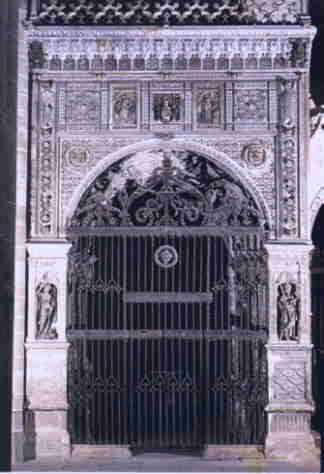
Portada de la capella de l'Anunciació

### Capelles de l'Anunciació i de sant Marc
Aquesta capella va ser fundada el 1515 pel canonge Fernando Montemayor i la seva magnífica portada està decorada a l'estil «Cisneros». Consta d'una part baixa de pilastres en estil plateresc on es troben unes petites fornícules que allotgen les imatges de sant Miquel i sant Jaume. A partir de l'arc l'ornamentació es compon d'elements geomètrics mudèjars, que formen figures de llaceries a base d'estrelles i polígons; entre ells, hi ha escuts del fundador de la capella. Al fris hi ha l'escut del capítol catedralici amb una escena de l'Anunciació situada sota arquets gòtics; per sobre es pot observar una cornisa amb decoració àrab, amb un lleó a cada costat. El coronament de la portada està constituït per arcs en estil gòtic amb la representació d'un calvari al punt central.
La reixa va ser realitzada per Juan Francés i té ornaments renaixentistes. L'interior de la capella està coberta amb una volta gòtica, i adossat al mur de l'esquerra hi ha el sepulcre de Fernando Montemayor, realitzat en estil plateresc i policromat. El sepulcre i l'estàtua jacent estan dins d'un arc de mig punt; al fons de l'arc hi ha un relleu també policromat amb la figura del Pare Etern, amb dos àngels en oració situats al centre i als seus costats. Davant mateix d'aquest sepulcre hi ha el del bisbe Eustaquio Nieto y Martín.
|  |  |

La portada és d'estil gòtic amb un arc d'entrada ample on es pot observar una rica decoració plateresca. El comitent d'aquesta capella va ser Juan Ruiz de Pelegrina que està enterrat a l'interior de la capella. Hi ha un retaule amb sis taules de pintura del segle xvi de Francisco de Rincón.

### Sepulcres de Juan González i Antón González

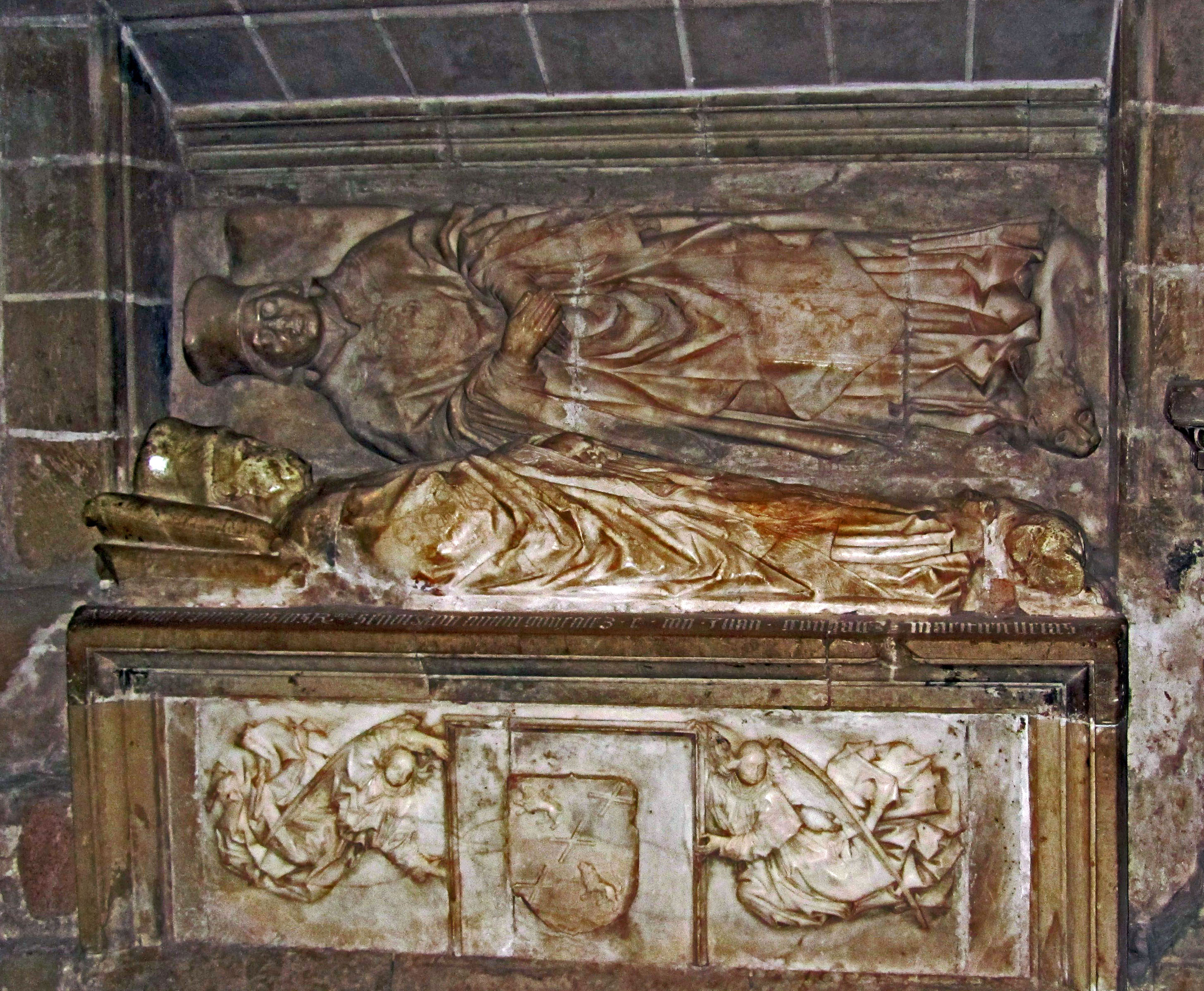
Sepulcre de Juan i Antón González

El sepulcre de Juan González i Antón González, que alguns autors consideren dos germans, però que sembla que de fet eren oncle i nebot, crida l'atenció per la forma en la qué estan col·locades les dues figures. La que representa a Juan González Monjua està col·locada damunt del sarcòfag i la del seu nebot, Antón González, forma un angle contra el mur on s'encasta. Tots dos presenten unes vestidures molt similars i tenen el cap cobert amb bonets. En la part frontal del sepulcre, al centre, hi ha gravat un escut que està sostingut per dos àngels; es llegeix una inscripció:
| « | AQUÍ ESTAN SEPULTADOS LOS REVER. SRES. D. ANTON GONZALEZ E D. JUAN GONZALEZ MAESTRESCUELAS. | » |

 Juan González Monjua va ocupar el càrrec d'ambaixador de Joan II davant d'Alfons el Magnànim, intercedint en els conflictes que va tenir aquest monarca amb el regne de Castella durant la guerra dels Infants d'Aragó. Pel que fa a Antón González, va ser el fundador d'una institució dedicada a ajudar els pobres, anomenada «Arca de Misericòrdia».

## Nau lateral de l'epístola
En aquesta nau, mantenint el disseny de l'antic edifici, no hi ha cap capella edificada. Hi ha alguns altars; el més proper a l'entrada principal és el dedicat a sant Bartomeu o santa Cecilia, que es troba al costat de la porta per la que es puja a la torre del campanar. El següent altar té un retaule barroc dedicat a santa Anna. També hi ha un altar dedicat a sant Pascual Bailón, també en estil barroc (1691) que es troba al mur corresponent al cor. Al costat d'un altre altar, el de Nuestra Señora de las Nieves (1718), hi ha el sepulcre del segle xv de Pedro García de la Cornudilla; la figura del jacent mesura un metre setanta-vuit centímetres, però li falta el cap i la resta del monument està força deteriorada.

## Claustre

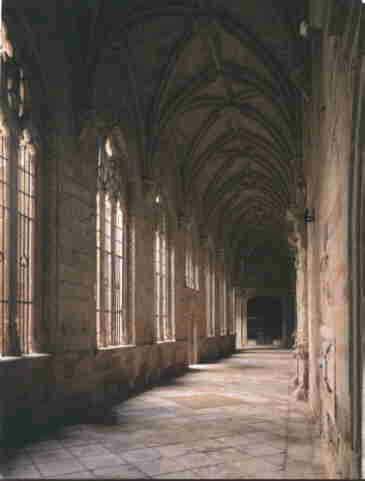
Claustre de la catedral

El claustre es troba adossat al mur de la partnord, a la part central de l'edifici de la catedral. Té una planta quadrangular de quaranta metres per costat. Les galeries tenen cadascuna set grans finestrals ogivals amb calats gòtics, i totes les arcades es troben protegides per reixes de la mateixa època. Les quatre galeries del claustre són conegudes amb diferents noms: la del nord és la «Panda de San Sebastián» o «de la bodega», la de ponent «Panda del Palacio», la de l'est «Panda de los Caballeros» o «del Cabildo» i la del sud «Panda de Santa Magdalena». Tenen dues portes d'accés al centre del pati on hi ha un jardí i una font central de pedra. En tots els seus murs, com era habitual a l'època, hi ha sepultures: 
| « | ... al costat «de los Caballeros» es donava terra als fills de l'església, nobles i gentilhomes; el costat nord o «San Sebastián», s'inhumava als parents dels canonges i beneficiaris; el de ponent o «del Palacio» donava sepultura a les restes mortals dels parents llunyans dels capitulars; el de migdia o de «Santa Magdalena», servia de sepultura als canonges racioners i escuders. | » |

El nou claustre d'estil gòtic tardà amb decoracions renaixentistes va substituir l'anterior romànic que, en tenir la sostrada de fusta, estava en un estat ruïnós. Va ser un encàrrec pel bisbe Bernardino López de Carvajal (1495-1511) quan ja era cardenal i residia a Roma; va rebre el suport del cardenal Cisneros, antic capellà major de la catedral. Les voltes de les galeries són de creueria sexpartita, amb les claus en policromia que representen els escuts del capítol catedralici i el del bisbe López de Carvajal. A la part est se situa la sala capitular d'estiu, l'antiga capella de Nuestra Señora de la Paz i museu diocesà, que està decorada amb una magnífica col·lecció de tapissos flamencs. També hi ha la capella de Santiago Zabedeo i la llibreria, del segle xvi, amb una portada decorada a l'estil plateresc.
La galeria sud també està dedicada a acollir enterraments i és on es troba la porta del Jaspe que comunica amb la catedral. A la galeria nord està la capella de la Concepción i la part oest és mitjancera amb la parròquia de sant Pedro màrtir, l'antiga sagristia.

### Capella de la Concepción

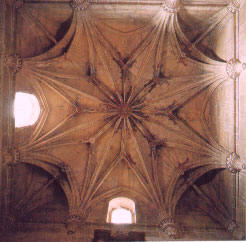
Volta de creueria gòtic-mudèjar de la capella de la Concepción

Aquesta capella està situada en la galeria nord del claustre de la catedral i és d'estil gòtic. Presenta una ornamentació renaixentista amb grotescs, motllures i balustrades. La volta és de creueria, en estil gòtic-mudèjar; presenta nervadures i la decoració de les claus està realitzada en policromia. Sobre els seus murs queden restes d'antigues pintures murals obra de Francisco Peregrina, que simulen grans arcades amb finestrals que permeten albirar paisatges amb jardins i ciutats.
La seva portada consta d'un arc conopial molt decorat i s'obre entre dues pilastres que presenten adornaments amb nombrosos motius. Sobre el fris, a la part superior de la portada, hi ha una imatge en pedra de la Mare de Déu. Aquesta porta es tanca amb una reixa de ferro forjat del mestre Usón amb una data que se situa entre 1498 i 1519; presenta uns bells motius amb sirenes coronades.
La construcció de la capella de la Concepción es va realitzar l'any 1509 per encàrrec del bisbe Diego Serrano, espai que havia de servir per acollir la seva tomba i la dels seus familiars. Al centre de la capella hi havia el seu sepulcre; malauradament, al segle xvii es va retirar i es va extraviar. Hi ha escuts del bisbe gravats a la vora de l'arc de l'entrada amb una inscripció que diu: «Fallesció el protonotario D. Diego Serrano, Abad de Santa Coloma, fundador de esta capilla, a catorce días del mes de marzo de 1522 años. Laus deo.»

### Museu Catedralici
El museu es troba repartit entre tres espais situats en el claustre, a la galeria Panda de los Caballeros. Cal destacar la col·lecció de tapissos del bisbe Andrés Bravo de Salamanca.

La primera sala és la Sala Capitular (segles XII al XVI) que després va passar a ser la Llibreria del Cabildo (segles XVI al XX).
| «           | ... i que té la primera volta d'ogives de la Catedral, amb els arcs partint del terra, en un estil protogòtic, convivint amb el seu mur romànic, amb una rosassa romànica i finestrals amb arc de mig punt; aquesta sala s'anomena també la capella de la Concepción de Nuestra Señora i té diversos objectes, tapissos, busts de algun bisbe... etc. | » |
| — Luis Romo | |   |

La segona sala és la Sala Capitular d'estiu, que era l'antiga capella de Nuestra Señora de la Paz, i també té tapissos i conserva l'antic cadirat de la sala. La tercera sala és l'antiga Farga (Forja), i només es pot accedir a ella des d'una petita porta que comunica amb la sala anterior o Sala Capitular d'estiu. També conté tapissos flamencs i ja ha estat restaurada.
El bisbe de la catedral, Andrés Bravo de Salamanca (1662-1668), va fer una donació dels setze tapissos que formen part del tresor catedralici, que es van encarregar als tallers de Jean Le Clerc i de Daniel Eggermans, ambdós artistes de Brussel·les. Els tapissos es van acabar l'any 1668 i formen dues sèries: vuit representen escenes sobre la Història de Ròmul i Remus i als altres vuit, Al·legoria d'Atena, tracten de les virtuts de la deessa Atena.
En una nota de les actes de la tresoreria de la catedral de l'any 1664 queda constància de la donació:
| « | Un domàs de tapisseria de Flandes que consta de 16 panys, els 8 de la Història de Ròmul i Remus, i els altres 8 del Triomf de les armes i les lletres amb el cor de les nou muses, tots els domassos tenen figures grans i es posen a l'hivern en la Capella Major, va regalar a aquesta Santa Església l'Il·lustríssim A. Brabo. | » |